# Liste der Baudenkmale in Hann. Münden
In der Liste der Baudenkmale in Hann. Münden sind alle Baudenkmale der niedersächsischen Gemeinde Hann. Münden im Landkreis Göttingen aufgelistet. Der Stand der Liste sind die Jahre 1993 und 1996.

## Allgemein
Die Baudenkmale der Außenbezirke befinden sich in der Liste der Baudenkmale in Hann. Münden (Außenbezirke).
In den Spalten befinden sich folgende Informationen:
- Lage: die Adresse des Baudenkmales und die geographischen Koordinaten. Kartenansicht, um Koordinaten zu setzen. In der Kartenansicht sind Baudenkmale ohne Koordinaten mit einem roten Marker dargestellt und können in der Karte gesetzt werden. Baudenkmale ohne Bild sind mit einem blauen Marker gekennzeichnet, Baudenkmale mit Bild mit einem grünen Marker.
- Bezeichnung: Bezeichnung des Baudenkmales
- Beschreibung: die Beschreibung des Baudenkmales. Unter § 3 Abs. 2 NDSchG werden Einzeldenkmale und unter § 3 Abs. 3 NDSchG Gruppen baulicher Anlagen und deren Bestandteile ausgewiesen.
- ID: die Objekt-ID des Baudenkmales
- Bild: ein Bild des Baudenkmales, ggf. zusätzlich mit einem Link zu weiteren Fotos des Baudenkmals im Medienarchiv Wikimedia Commons. Wenn man auf das Kamerasymbol klickt, können Fotos zu Baudenkmalen aus dieser Liste hochgeladen werden:

## Hann. Münden

### Gruppe: Stadtkern Münden
Die Gruppe „Stadtkern Münden“ hat die ID 36464110.

#### Gruppe: Wall 12
Die Gruppe „Wall 12“ hat die ID 36464163.

| Lage                                | Bezeichnung | Beschreibung | ID       | Bild |
| ----------------------------------- | ----------- | --- | -------- | ---- |
| Wall 12 51° 24′ 55″ N, 9° 39′ 11″ O | Wohnhaus    | Die Villa wird „Glitzerburg“ genannt. Der Name ergibt sich aus den glasierten Ziegelbausteinen, die die Sonne reflektieren. Die Villa wurde 1867 erbaut. | 36490511 |      |

#### Einzelbaudenkmale in der Gruppe „Stadtkern Münden“
| Lage                                                         | Bezeichnung              | Beschreibung | ID       | Bild           |
| ------------------------------------------------------------ | ------------------------ | --- | -------- | -------------- |
| Aegidiiplatz 51° 24′ 55″ N, 9° 39′ 8″ O                      | Kirche                   | Die St.-Aegidien-Kirche ist die kleinere der beiden historischen Altstadtkirchen von Hann. Münden. Das in seiner heutigen Gestalt größtenteils aus dem 17. und 18. Jahrhundert stammende Gotteshaus wurde im Jahr 2006 entwidmet. Seit 2010 beherbergt es ein Café. | 36476541 |                |
| Aegidiiplatz 4 51° 24′ 55″ N, 9° 39′ 7″ O                    | Wohnhaus                 | Das Haus wurde 1734 von der Stadt Münden im gleichen Stil wie die Häuser Ägidiiplatz 6 und 8 erbaut. Das Haus hat einen Feldsteinsockel und zwei Stockwerke. Die Fassade ist geprägt von einem Zwerchhaus. Eingezogen sind hier wegen ihres Glaubens Vertriebene aus dem Erzbistum Salzburg. | 36483267 |                |
| Aegidiiplatz 6 51° 24′ 55″ N, 9° 39′ 7″ O                    | Wohnhaus                 | Das Haus wurde 1734 von der Stadt Münden im gleichen Stil wie die Häuser Ägidiiplatz 4 und 8 erbaut. Das Haus hat einen Feldsteinsockel und zwei Stockwerke. Die Fassade ist geprägt von einem Zwerchhaus. Eingezogen sind hier wegen ihres Glaubens Vertriebene aus dem Erzbistum Salzburg. | 36483245 |                |
| Aegidiiplatz 8 51° 24′ 54″ N, 9° 39′ 7″ O                    | Wohnhaus                 | Das Haus wurde 1734 von der Stadt Münden im gleichen Stil wie die Häuser Ägidiiplatz 6 und 8 erbaut. Das Haus hat einen Feldsteinsockel und zwei Stockwerke. Die Fassade ist geprägt von einem Zwerchhaus. Eingezogen sind hier wegen ihres Glaubens Vertriebene aus dem Erzbistum Salzburg. | 36483224 |                |
| Aegidiiplatz 10 51° 24′ 54″ N, 9° 39′ 7″ O                   | Wohnhaus                 | | 36483203 |                |
| Aegidiiplatz 14 51° 24′ 54″ N, 9° 39′ 7″ O                   | Wohnhaus                 | | 36483161 |                |
| Aegidiistraße 1 51° 24′ 56″ N, 9° 39′ 5″ O                   | Wohnhaus                 | | 36476963 |                |
| Aegidiistraße 3 51° 24′ 56″ N, 9° 39′ 6″ O                   | Wohnhaus                 | | 36483140 |                |
| Aegidiistraße 4 51° 24′ 55″ N, 9° 39′ 6″ O                   | Wohnhaus                 | | 36483119 |                |
| Aegidiistraße 5 51° 24′ 56″ N, 9° 39′ 7″ O                   | Wohn-/Geschäftshaus      | | 36476939 |                |
| Aegidiistraße 6 51° 24′ 55″ N, 9° 39′ 7″ O                   | Wohnhaus                 | | 36487515 |                |
| Aegidiistraße 7 51° 24′ 56″ N, 9° 39′ 7″ O                   | Wohnhaus                 | | 36482696 |                |
| Aegidiistraße 9 51° 24′ 55″ N, 9° 39′ 7″ O                   | Wohnhaus                 | | 36487536 |                |
| Aegidiistraße 11 51° 24′ 55″ N, 9° 39′ 8″ O                  | Wohnhaus                 | | 36483098 |                |
| Aegidiistraße 13 51° 24′ 55″ N, 9° 39′ 8″ O                  | Wohnhaus                 | | 36483077 |                |
| Aegidiistraße 15 51° 24′ 55″ N, 9° 39′ 9″ O                  | Wohnhaus                 | | 36483056 |                |
| Aegidiistraße 17 51° 24′ 55″ N, 9° 39′ 9″ O                  | Wohnhaus                 | | 36483035 |                |
| August-Natermann-Platz 51° 24′ 55″ N, 9° 38′ 55″ O           | Platz                    | | 36475909 |                |
| Am Plan 51° 25′ 0″ N, 9° 39′ 17″ O                           | Turm                     | Der Hampescher Turm ist ein ehemaliger Turm der Stadtbefestigung Münden. | 36487604 |                |
| Am Plan 4 51° 25′ 1″ N, 9° 39′ 14″ O                         | Wohnhaus                 | | 36483014 |                |
| Am Plan 6 51° 25′ 1″ N, 9° 39′ 14″ O                         | Wohnhaus                 | Wohnhaus des Forstmanns Heinrich Christian Burckhardt von 1844 bis 1849, heute „Burckhardthaus“ | 36482993 |                |
| Am Plan 8 51° 25′ 0″ N, 9° 39′ 14″ O                         | Wohnhaus                 | | 36482951 |                |
| Bahnhofstraße 1 51° 24′ 57″ N, 9° 39′ 11″ O                  | Wohn-/Geschäftshaus      | | 36476897 |                |
| Bahnhofstraße 4 51° 24′ 56″ N, 9° 39′ 12″ O                  | Wohn-/Geschäftshaus      | | 36476876 |                |
| Bahnhofstraße 6 51° 24′ 56″ N, 9° 39′ 12″ O                  | Wohn-/Geschäftshaus      | | 36476832 |                |
| Bremer Schlagd 10-12 51° 25′ 6″ N, 9° 39′ 0″ O               | Nebengebäude             | Der Alte Packhof am Ufer der Fulda ist ein 1837 errichtetes Lagerhaus. Das Gebäude diente während des 19. Jahrhunderts, wie der nahe gelegene Mündener Packhof von 1840, der Lagerung von Waren des Fernhandels über die Flüsse Fulda, Weser und Werra. Mit dem Aufkommen der Eisenbahn ging die Binnenschifffahrt in Münden zurück. Schließlich kam sie zum Erliegen. Das Gebäude wurde später als Chemieschule genutzt. Seit einem Umbau im Jahr 1999 wird der Packhof als Hotel genutzt.                                | 36475819 |                |
| Bremer Schlagd 16 51° 25′ 7″ N, 9° 39′ 1″ O                  | Stadtmauer               | Der untere Teil des Logenhauses Altes Sydekum war ein an der Schlagdspitze errichtetes ursprünglich kreisrundes Bollwerk. Um 1729 als Gastwirtschaft Sydekum (niederdeutsch: si dek um) genutzt; nach Erwerb des Hauses durch die Stadt diente es als Ober-Steueramts-Local und Zollamt. 1872 erwarb es die 1799 gegründete Freimaurerloge „Pythagoras zu den drei Strömen“. Durch umfangreiche Restaurierungen ist das Gebäude am 17. Oktober 1996 in das Verzeichnis nieders. Bau- und Kulturdenkmal aufgenommen worden. | 36475842 |                |
| Bremer Schlagd 18 51° 25′ 7″ N, 9° 39′ 1″ O                  | Wohnhaus                 | | 36482761 |                |
| Burgstraße 4 51° 25′ 3″ N, 9° 39′ 11″ O                      | Wohn-/Geschäftshaus      | | 36476985 |                |
| Burgstraße 5 51° 25′ 2″ N, 9° 39′ 12″ O                      | Wohnhaus                 | | 36483288 |                |
| Burgstraße 6 51° 25′ 2″ N, 9° 39′ 11″ O                      | Wohnhaus                 | | 36483309 |                |
| Burgstraße 7 51° 25′ 2″ N, 9° 39′ 12″ O                      | Wohn-/Geschäftshaus      | | 36477006 |                |
| Burgstraße 8 51° 25′ 2″ N, 9° 39′ 11″ O                      | Wohnhaus                 | | 36483330 |                |
| Burgstraße 9 51° 25′ 2″ N, 9° 39′ 12″ O                      | Wohn-/Geschäftshaus      | | 36477028 |                |
| Burgstraße 10 51° 25′ 1″ N, 9° 39′ 11″ O                     | Wohn-/Geschäftshaus      | | 36477050 |                |
| Burgstraße 11 51° 25′ 1″ N, 9° 39′ 12″ O                     | Wohn-/Geschäftshaus      | | 36477073 |                |
| Burgstraße 12 51° 25′ 1″ N, 9° 39′ 10″ O                     | Wohn-/Geschäftshaus      | | 36477095 |                |
| Burgstraße 13 51° 25′ 1″ N, 9° 39′ 12″ O                     | Wohn-/Geschäftshaus      | | 36477116 |                |
| Burgstraße 14 51° 25′ 1″ N, 9° 39′ 10″ O                     | Wohn-/Geschäftshaus      | | 36477137 |                |
| Burgstraße 15 51° 25′ 1″ N, 9° 39′ 12″ O                     | Wohn-/Geschäftshaus      | | 36477166 | BW             |
| Burgstraße 16 51° 25′ 0″ N, 9° 39′ 10″ O                     | Wohn-/Geschäftshaus      | | 36477208 |                |
| Burgstraße 17 51° 25′ 0″ N, 9° 39′ 12″ O                     | Wohn-/Geschäftshaus      | | 36477230 |                |
| Burgstraße 18 51° 25′ 0″ N, 9° 39′ 10″ O                     | Wohn-/Geschäftshaus      | | 36477252 |                |
| Burgstraße 19 51° 25′ 0″ N, 9° 39′ 11″ O                     | Wohn-/Geschäftshaus      | Laut einer Infotafel am Haus wurde es 1381 erbaut. Es ist im Kern und Teilen des Nordgiebels das älteste bekannte Fachwerkhaus der Stadt |          |                |
| Burgstraße 20 51° 25′ 0″ N, 9° 39′ 10″ O                     | Wohn-/Geschäftshaus      | | 36477298 |                |
| Burgstraße 21 51° 25′ 0″ N, 9° 39′ 11″ O                     | Wohn-/Geschäftshaus      | | 36477320 |                |
| Burgstraße 22 51° 25′ 0″ N, 9° 39′ 10″ O                     | Wohn-/Geschäftshaus      | | 36477342 | BW             |
| Burgstraße 23 51° 25′ 0″ N, 9° 39′ 11″ O                     | Wohn-/Geschäftshaus      | | 36477364 |                |
| Burgstraße 24 51° 25′ 0″ N, 9° 39′ 10″ O                     | Wohn-/Geschäftshaus      | | 36477386 |                |
| Burgstraße 25 51° 24′ 59″ N, 9° 39′ 11″ O                    | Wohn-/Geschäftshaus      | | 36477408 |                |
| Burgstraße 26 51° 24′ 59″ N, 9° 39′ 10″ O                    | Wohn-/Geschäftshaus      | | 36477429 |                |
| Burgstraße 27 51° 24′ 59″ N, 9° 39′ 11″ O                    | Wohn-/Geschäftshaus      | | 36477450 |                |
| Burgstraße 28 51° 24′ 59″ N, 9° 39′ 10″ O                    | Wohn-/Geschäftshaus      | | 36477471 |                |
| Burgstraße 29 51° 24′ 58″ N, 9° 39′ 11″ O                    | Wohn-/Geschäftshaus      | | 36477493 |                |
| Burgstraße 30 51° 24′ 59″ N, 9° 39′ 10″ O                    | Wohn-/Geschäftshaus      | | 36477514 |                |
| Burgstraße 31 51° 24′ 58″ N, 9° 39′ 11″ O                    | Wohn-/Geschäftshaus      | | 36477536 |                |
| Burgstraße 32 51° 24′ 59″ N, 9° 39′ 10″ O                    | Wohn-/Geschäftshaus      | | 36477557 |                |
| Burgstraße 33 51° 24′ 58″ N, 9° 39′ 11″ O                    | Wohn-/Geschäftshaus      | | 36477578 |                |
| Burgstraße 35 51° 24′ 58″ N, 9° 39′ 11″ O                    | Wohn-/Geschäftshaus      | | 36477599 |                |
| Burgstraße 36 51° 24′ 58″ N, 9° 39′ 10″ O                    | Wohn-/Geschäftshaus      | | 36477620 | BW             |
| Burgstraße 37 51° 24′ 57″ N, 9° 39′ 11″ O                    | Wohn-/Geschäftshaus      | | 36477641 | BW             |
| Burgstraße 38 51° 24′ 58″ N, 9° 39′ 10″ O                    | Wohn-/Geschäftshaus      | | 36477662 | BW             |
| Burgstraße 39 51° 24′ 57″ N, 9° 39′ 11″ O                    | Wohn-/Geschäftshaus      | | 36477683 |                |
| Burgstraße 40 51° 24′ 57″ N, 9° 39′ 10″ O                    | Wohn-/Geschäftshaus      | | 36477704 |                |
| Burgstraße 43 51° 24′ 57″ N, 9° 39′ 11″ O                    | Wohn-/Geschäftshaus      | | 36477725 | BW             |
| Burgstraße 45 51° 24′ 56″ N, 9° 39′ 11″ O                    | Wohn-/Geschäftshaus      | | 36477746 | BW             |
| Burgstraße 46 51° 24′ 56″ N, 9° 39′ 10″ O                    | Wohn-/Geschäftshaus      | | 36483351 |                |
| Burgstraße 47 51° 24′ 56″ N, 9° 39′ 11″ O                    | Wohn-/Geschäftshaus      | | 36477767 |                |
| Burgstraße 48 51° 24′ 56″ N, 9° 39′ 10″ O                    | Wohnhaus                 | | 36483372 |                |
| Burgstraße 49 51° 24′ 56″ N, 9° 39′ 11″ O                    | Wohn-/Geschäftshaus      | | 36477788 |                |
| Burgstraße 50 51° 24′ 56″ N, 9° 39′ 10″ O                    | Wohnhaus                 | | 36483393 |                |
| Burgstraße 51 51° 24′ 55″ N, 9° 39′ 11″ O                    | Wohn-/Geschäftshaus      | | 36477809 |                |
| Burgstraße 52 51° 24′ 56″ N, 9° 39′ 10″ O                    | Wohn-/Geschäftshaus      | | 36483414 |                |
| Burgstraße 53 51° 24′ 55″ N, 9° 39′ 10″ O                    | Wohnhaus                 | | 36483435 |                |
| Burgstraße 54 51° 24′ 55″ N, 9° 39′ 10″ O                    | Wohnhaus                 | | 36483456 |                |
| Friedrich-Ludwig-Jahn-Straße 2, 4 51° 25′ 3″ N, 9° 39′ 14″ O | Schule                   | Mädchenschule, ehem. | 36475952 |                |
| Fuldabrückenstraße 8 51° 24′ 53″ N, 9° 39′ 1″ O              | Wohn-/Geschäftshaus      | | 36477830 |                |
| Fuldabrückenstraße 10 51° 24′ 53″ N, 9° 39′ 0″ O             | Wohnhaus                 | | 36483498 |                |
| Fuldabrückenstraße 51° 24′ 53″ N, 9° 38′ 59″ O               | Turm                     | Der Ziegelpfortenturm oder Natermannturm ist ein ehemaliger Turm der Stadtbefestigung Münden. | 36487623 |                |
| Fuldabrückenstraße 14 51° 24′ 53″ N, 9° 38′ 59″ O            | Wohnhaus                 | | 36483519 |                |
| Fuldabrückenstraße 16 51° 24′ 53″ N, 9° 38′ 58″ O            | Wohnhaus                 | | 36483559 |                |
| Fuldabrückenstraße 18 51° 24′ 53″ N, 9° 38′ 58″ O            | Wohnhaus                 | | 36483588 |                |
| Fuldabrückenstraße 22 51° 24′ 53″ N, 9° 38′ 57″ O            | Betriebsgebäude          | | 36476022 |                |
| Fuldabrückenstraße 26 51° 24′ 54″ N, 9° 38′ 57″ O            | Betriebsgebäude          | | 36476078 |                |
| Fuldabrückenstraße 26 51° 24′ 54″ N, 9° 38′ 56″ O            | Turm                     | Der Fährenpfortenturm (auch Hagelturm oder Natermannturm) ist ein früherer Wehrturm der mittelalterlichen Stadtbefestigung Münden | 36476107 |                |
| Hinter der Stadtmauer 2 51° 25′ 4″ N, 9° 39′ 0″ O            | Wohnhaus                 | Im Jahre 1562 entstand an der Ecke Hinter der Stadtmauer/Mühlenstraße als Badehaus der Badstoven Münden, auch Badstube genannt. Die Badstoven enthielten Wannenbäder, hier traf man sich zum Vergnügen. Später kamen medizinische Bäder hinzu. 1845 wurde aus dem Haus ein Witwenhaus, eine Bauerneuerung erfolgte 1978 (laut Steinplatte über der Eingangstür). | 36483610 |                |
| Hinter der Stadtmauer 4 51° 25′ 4″ N, 9° 39′ 0″ O            | Wohnhaus                 | | 36483632 |                |
| Hinter der Stadtmauer 5 51° 25′ 4″ N, 9° 39′ 0″ O            | Wohnhaus                 | | 36483653 |                |
| Hinter der Stadtmauer 6 51° 25′ 4″ N, 9° 39′ 0″ O            | Wohnhaus                 | | 36483653 | BW             |
| Hinter der Stadtmauer 7 51° 25′ 3″ N, 9° 39′ 0″ O            | Wohnhaus                 | | 36486049 |                |
| Hinter der Stadtmauer 8 51° 25′ 4″ N, 9° 39′ 0″ O            | Wohnhaus                 | | 36483674 | BW             |
| Hinter der Stadtmauer 9 51° 25′ 3″ N, 9° 39′ 0″ O            | Wohnhaus                 | Destille Münden als ehemaliges Lagerhaus, erbaut im ersten Drittel des 20. Jahrhunderts, ab den 1950er Jahren Wein- und Spirituosenlager der Obstweinschänke Louis Winkelmann, Doppelhaus mit Hinter der Stadtmauer 11 | 36486070 |                |
| Hinter der Stadtmauer 10 51° 25′ 3″ N, 9° 38′ 59″ O          | Wohnhaus                 | | 36483695 | BW             |
| Hinter der Stadtmauer 11 51° 25′ 3″ N, 9° 39′ 0″ O           | Wohnhaus                 | Destille Münden als ehemaliges Lagerhaus, erbaut im ersten Drittel des 20. Jahrhunderts, ab den 1950er Jahren Wein- und Spirituosenlager der Obstweinschänke Louis Winkelmann, Doppelhaus mit Hinter der Stadtmauer 9 | 36486092 |                |
| Hinter der Stadtmauer 12 51° 25′ 3″ N, 9° 38′ 59″ O          | Wohnhaus                 | | 36483719 | BW             |
| Hinter der Stadtmauer 14 51° 25′ 3″ N, 9° 38′ 59″ O          | Wohnhaus                 | | 36483740 |                |
| Hinter der Stadtmauer 16 51° 25′ 2″ N, 9° 38′ 59″ O          | Wohnhaus                 | | 36483762 |                |
| Hinter der Stadtmauer 17 51° 25′ 2″ N, 9° 39′ 0″ O           | Wohnhaus                 | | 36483784 |                |
| Hinter der Stadtmauer 18 51° 25′ 2″ N, 9° 38′ 59″ O          | Wohnhaus                 | | 36483806 |                |
| Hinter der Stadtmauer 19 51° 25′ 2″ N, 9° 38′ 59″ O          | Wohnhaus                 | | 36483827 |                |
| Hinter der Stadtmauer 20 51° 25′ 2″ N, 9° 38′ 58″ O          | Wohnhaus                 | | 36483848 |                |
| Hinter der Stadtmauer 21 51° 25′ 1″ N, 9° 38′ 59″ O          | Wohnhaus                 | | 36483869 |                |
| Hinter der Stadtmauer 23 51° 25′ 1″ N, 9° 38′ 59″ O          | Wohnhaus                 | Jüdische Schule 1796–1938, ab 1834 Synagoge im Hof, 1973 Mikwe als jüdisches Ritualbad entdeckt. Siehe auch: Geschichte der Juden in Hann. Münden | 36483890 |                |
| Hinter der Stadtmauer 25 51° 25′ 1″ N, 9° 38′ 59″ O          | Wohnhaus                 | | 36483912 |                |
| Hinter der Stadtmauer 26 51° 25′ 0″ N, 9° 38′ 58″ O          | Wohnhaus                 | | 36483933 |                |
| Hinter der Stadtmauer 35 51° 24′ 59″ N, 9° 38′ 58″ O         | Wohnhaus                 | | 36483954 |                |
| Hinter der Stadtmauer 36 51° 24′ 59″ N, 9° 38′ 57″ O         | Wohnhaus                 | | 36483975 |                |
| Hinter der Stadtmauer 37 51° 24′ 59″ N, 9° 38′ 58″ O         | Wohnhaus                 | | 36483996 |                |
| Hinter der Stadtmauer 38 51° 24′ 59″ N, 9° 38′ 57″ O         | Wohnhaus                 | | 36484017 |                |
| Hinter der Stadtmauer 39 51° 24′ 59″ N, 9° 38′ 57″ O         | Wohnhaus                 | | 36484038 |                |
| Hinter der Stadtmauer 40 51° 24′ 59″ N, 9° 38′ 57″ O         | Wohnhaus                 | | 36484059 |                |
| Hinter der Stadtmauer 45 51° 24′ 58″ N, 9° 38′ 57″ O         | Wohnhaus                 | | 36484082 |                |
| Hinter der Stadtmauer 46 51° 24′ 58″ N, 9° 38′ 56″ O         | Wohnhaus                 | | 36484103 |                |
| Hinter der Stadtmauer 47 51° 24′ 57″ N, 9° 38′ 57″ O         | Wohnhaus                 | | 36484124 |                |
| Hinter der Stadtmauer 48 51° 24′ 57″ N, 9° 38′ 56″ O         | Wohnhaus                 | | 36484145 |                |
| Hinter der Stadtmauer 49 51° 24′ 57″ N, 9° 38′ 57″ O         | Wohnhaus                 | | 36484166 |                |
| Hinter der Stadtmauer 50 51° 24′ 57″ N, 9° 38′ 56″ O         | Wohnhaus                 | | 36484187 |                |
| Hinter der Stadtmauer 53 51° 24′ 57″ N, 9° 38′ 57″ O         | Wohnhaus                 | | 36484209 |                |
| Hinter der Stadtmauer 55 51° 24′ 57″ N, 9° 38′ 57″ O         | Wohnhaus                 | | 36484230 |                |
| Jüdenstraße 1 51° 25′ 0″ N, 9° 39′ 12″ O                     | Wohnhaus                 | | 36484251 | BW             |
| Jüdenstraße 4 51° 25′ 0″ N, 9° 39′ 12″ O                     | Wohnhaus                 | | 36484293 | BW             |
| Jüdenstraße 6 51° 25′ 0″ N, 9° 39′ 13″ O                     | Wohnhaus                 | | 36484314 |                |
| Kasseler Schlagd 19 51° 25′ 2″ N, 9° 38′ 58″ O               | Wohnhaus                 | Die Kasseler Schlagd ist ein etwa 220 Meter langer Straßenzug in der Altstadt, der parallel zum Ufer der Fulda verläuft. | 36484377 |                |
| Kasseler Schlagd 21 51° 25′ 2″ N, 9° 38′ 58″ O               | Wohnhaus                 | | 36484398 |                |
| Kasseler Schlagd 23 51° 25′ 2″ N, 9° 38′ 57″ O               | Wohnhaus                 | | 36484419 |                |
| Kiesau 5 51° 25′ 5″ N, 9° 39′ 0″ O                           | Wohnhaus                 | | 36484440 |                |
| Kiesau 6 51° 25′ 5″ N, 9° 39′ 1″ O                           | Wohnhaus                 | | 36484461 |                |
| Kiesau 7 51° 25′ 6″ N, 9° 39′ 1″ O                           | Wohnhaus                 | | 36484482 |                |
| Kiesau 8 51° 25′ 6″ N, 9° 39′ 1″ O                           | Wohnhaus                 | | 36484503 |                |
| Kiesau 9 51° 25′ 6″ N, 9° 39′ 1″ O                           | Wohnhaus                 | | 36484524 |                |
| Kiesau 10 51° 25′ 6″ N, 9° 39′ 2″ O                          | Wohnhaus                 | | 36484545 |                |
| Kiesau 11 51° 25′ 6″ N, 9° 39′ 1″ O                          | Wohnhaus                 | | 36484566 |                |
| Kiesau 12 51° 25′ 6″ N, 9° 39′ 2″ O                          | Wohnhaus                 | | 36484587 |                |
| Kiesau 13 51° 25′ 6″ N, 9° 39′ 1″ O                          | Wohnhaus                 | |          |                |
| Kiesau 14 51° 25′ 6″ N, 9° 39′ 2″ O                          | Wohnhaus                 | | 6484629  |                |
| Kiesau 15 51° 25′ 6″ N, 9° 39′ 1″ O                          | Wohnhaus                 | | 36484650 |                |
| Kiesau 16 51° 25′ 7″ N, 9° 39′ 2″ O                          | Wohnhaus                 | | 36484671 |                |
| Kiesau 17 51° 25′ 7″ N, 9° 39′ 1″ O                          | Wohnhaus                 | | 36484692 |                |
| Kiesau 18 51° 25′ 7″ N, 9° 39′ 2″ O                          | Wohnhaus                 | | 36484713 |                |
| Kiesau 19 51° 25′ 7″ N, 9° 39′ 1″ O                          | Wohnhaus                 | | 36484734 |                |
| Kiesau 20 51° 25′ 7″ N, 9° 39′ 2″ O                          | Wohnhaus                 | | 36484755 |                |
| Kiesau 22 51° 25′ 7″ N, 9° 39′ 2″ O                          | Wohnhaus                 | | 36484797 |                |
| Kirchplatz 1 51° 24′ 59″ N, 9° 39′ 5″ O                      | Wohn-/Geschäftshaus      | | 36477851 |                |
| Kirchplatz 3 51° 24′ 59″ N, 9° 39′ 5″ O                      | Wohn-/Geschäftshaus      | | 36477872 |                |
| Kirchplatz 4 51° 25′ 1″ N, 9° 39′ 5″ O                       | Wohn-/Geschäftshaus      | | 36477893 |                |
| Kirchplatz 5 51° 24′ 59″ N, 9° 39′ 4″ O                      | Wohn-/Geschäftshaus      | Wüstenfeldsches Palais | 36477914 |                |
| Kirchplatz 6 51° 25′ 0″ N, 9° 39′ 4″ O                       | Kirche                   | Die evangelisch-lutherische St.-Blasius-Kirche ist ein denkmalgeschütztes Kirchengebäude. Die dreischiffige, gotische Hallenkirche steht inmitten der Altstadt, umgeben von historischen Häusern. | 36476151 |                |
| Kirchplatz 7 51° 24′ 59″ N, 9° 39′ 3″ O                      | Wohn-/Geschäftshaus      | | 36484818 |                |
| Kirchplatz 9 51° 24′ 59″ N, 9° 39′ 3″ O                      | Wohn-/Geschäftshaus      | | 36477935 |                |
| Kirchplatz 11 51° 24′ 59″ N, 9° 39′ 2″ O                     | Wohn-/Geschäftshaus      | | 36477956 |                |
| Kirchstraße 1 51° 24′ 59″ N, 9° 39′ 7″ O                     | Wohn-/Geschäftshaus      | | 36477977 |                |
| Kirchstraße 4 51° 24′ 59″ N, 9° 39′ 8″ O                     | Wohn-/Geschäftshaus      | | 36477998 |                |
| Kirchstraße 5 51° 24′ 59″ N, 9° 39′ 8″ O                     | Wohn-/Geschäftshaus      | | 36480963 |                |
| Kirchstraße 6 51° 24′ 59″ N, 9° 39′ 8″ O                     | Wohn-/Geschäftshaus      | | 36478019 |                |
| Kirchstraße 7 51° 24′ 59″ N, 9° 39′ 8″ O                     | Wohn-/Geschäftshaus      | | 36482075 |                |
| Kirchstraße 8 51° 24′ 58″ N, 9° 39′ 8″ O                     | Wohn-/Geschäftshaus      | | 36478040 |                |
| Kirchstraße 9 51° 24′ 59″ N, 9° 39′ 9″ O                     | Wohn-/Geschäftshaus      | | 6482096  |                |
| Kirchstraße 10 51° 24′ 58″ N, 9° 39′ 9″ O                    | Wohn-/Geschäftshaus      | | 36478061 |                |
| Kirchstraße 11 51° 24′ 59″ N, 9° 39′ 9″ O                    | Wohn-/Geschäftshaus      | | 36482117 |                |
| Kirchstraße 12 51° 24′ 58″ N, 9° 39′ 9″ O                    | Wohn-/Geschäftshaus      | | 36478082 |                |
| Kirchstraße 13 51° 24′ 59″ N, 9° 39′ 10″ O                   | Wohn-/Geschäftshaus      | | 36464110 |                |
| Kirchstraße 14 51° 24′ 58″ N, 9° 39′ 9″ O                    | Wohn-/Geschäftshaus      | | 36478104 |                |
| Kirchstraße 16 51° 24′ 58″ N, 9° 39′ 10″ O                   | Wohn-/Geschäftshaus      | | 36478125 |                |
| Kirchstraße 18 51° 24′ 58″ N, 9° 39′ 10″ O                   | Wohn-/Geschäftshaus      | | 36476173 |                |
| Lange Straße 1 51° 25′ 7″ N, 9° 39′ 9″ O                     | Wohn-/Geschäftshaus      | Cafe | 36478146 |                |
| Lange Straße 2 51° 25′ 7″ N, 9° 39′ 8″ O                     | Wohn-/Geschäftshaus      | | 36478168 |                |
| Lange Straße 5 51° 25′ 7″ N, 9° 39′ 9″ O                     | Wohn-/Geschäftshaus      | | 36482159 |                |
| Lange Straße 6 51° 25′ 7″ N, 9° 39′ 8″ O                     | Wohn-/Geschäftshaus      | | 36478210 |                |
| Lange Straße 7 51° 25′ 6″ N, 9° 39′ 8″ O                     | Wohn-/Geschäftshaus      | | 36482189 |                |
| Lange Straße 8 51° 25′ 7″ N, 9° 39′ 8″ O                     | Wohn-/Geschäftshaus      | | 36478240 |                |
| Lange Straße 9 51° 25′ 6″ N, 9° 39′ 8″ O                     | Wohn-/Geschäftshaus      | | 36482219 |                |
| Lange Straße 10 51° 25′ 6″ N, 9° 39′ 8″ O                    | Wohn-/Geschäftshaus      | | 36478261 |                |
| Lange Straße 11 51° 25′ 6″ N, 9° 39′ 8″ O                    | Wohn-/Geschäftshaus      | | 36482247 |                |
| Lange Straße 12 51° 25′ 7″ N, 9° 39′ 7″ O                    | Wohn-/Geschäftshaus      | | 36478291 |                |
| Lange Straße 13 51° 25′ 6″ N, 9° 39′ 8″ O                    | Wohn-/Geschäftshaus      | | 36482277 |                |
| Lange Straße 14 51° 25′ 6″ N, 9° 39′ 7″ O                    | Wohn-/Geschäftshaus      | | 36478312 | BW             |
| Lange Straße 15 51° 25′ 6″ N, 9° 39′ 8″ O                    | Wohn-/Geschäftshaus      | | 36482301 |                |
| Lange Straße 16 51° 25′ 6″ N, 9° 39′ 7″ O                    | Wohn-/Geschäftshaus      | | 36478333 |                |
| Lange Straße 17 51° 25′ 5″ N, 9° 39′ 8″ O                    | Wohn-/Geschäftshaus      | | 36478364 |                |
| Lange Straße 17 51° 25′ 5″ N, 9° 39′ 8″ O                    | Steinwerk                | Das Steinwerk Münden ist eine mittelalterliche Kemenate, die in der ersten Hälfte des 13. Jahrhunderts als Profanbau im städtischen Bereich errichtet wurde. | 36476563 |                |
| Lange Straße 18 51° 25′ 6″ N, 9° 39′ 7″ O                    | Wohn-/Geschäftshaus      | | 36478395 |                |
| Lange Straße 19 51° 25′ 5″ N, 9° 39′ 8″ O                    | Wohn-/Geschäftshaus      | | 36482330 |                |
| Lange Straße 20 51° 25′ 6″ N, 9° 39′ 7″ O                    | Wohn-/Geschäftshaus      | | 36478426 |                |
| Lange Straße 20 51° 25′ 6″ N, 9° 39′ 6″ O                    | Rückgebäude              | | 36476617 | BW             |
| Lange Straße 21 51° 25′ 5″ N, 9° 39′ 8″ O                    | Wohn-/Geschäftshaus      | | 36482360 |                |
| Lange Straße 22 51° 25′ 5″ N, 9° 39′ 6″ O                    | Wohn-/Geschäftshaus      | | 36478457 |                |
| Lange Straße 22 51° 25′ 6″ N, 9° 39′ 6″ O                    | Rückgebäude              | | 36476669 | BW             |
| Lange Straße 23 51° 25′ 5″ N, 9° 39′ 8″ O                    | Wohn-/Geschäftshaus      | | 36482381 |                |
| Lange Straße 24 51° 25′ 5″ N, 9° 39′ 6″ O                    | Wohn-/Geschäftshaus      | | 36478488 |                |
| Lange Straße 25 51° 25′ 4″ N, 9° 39′ 7″ O                    | Wohn-/Geschäftshaus      | | 36482402 |                |
| Lange Straße 26 51° 25′ 5″ N, 9° 39′ 7″ O                    | Wohn-/Geschäftshaus      | | 36478509 |                |
| Lange Straße 29 51° 25′ 3″ N, 9° 39′ 7″ O                    | Wohn-/Geschäftshaus      | 1554 vom Ratsherren, Großkaufmann und Wollhändler Barthold Mattenberg erbaut. Stattlichstes Bürgerhaus des Ortes mit reichen Konstruktions- und Schmuckelementen. Prachtvolles Portal aus der Rokokozeit | 36478530 |                |
| Lange Straße 31 51° 25′ 3″ N, 9° 39′ 7″ O                    | Wohn-/Geschäftshaus      | | 36478551 |                |
| Lange Straße 32 51° 25′ 3″ N, 9° 39′ 6″ O                    | Wohn-/Geschäftshaus      | | 36478572 |                |
| Lange Straße 33 51° 25′ 3″ N, 9° 39′ 7″ O                    | Wohn-/Geschäftshaus      | | 36478593 |                |
| Lange Straße 34 51° 25′ 3″ N, 9° 39′ 6″ O                    | Wohn-/Geschäftshaus      | | 36478614 |                |
| Lange Straße 35 51° 25′ 2″ N, 9° 39′ 7″ O                    | Wohn-/Geschäftshaus      | | 36478635 |                |
| Lange Straße 36 51° 25′ 3″ N, 9° 39′ 6″ O                    | Wohn-/Geschäftshaus      | | 36478657 |                |
| Lange Straße 37 51° 25′ 2″ N, 9° 39′ 7″ O                    | Wohn-/Geschäftshaus      | | 36478678 |                |
| Lange Straße 38 51° 25′ 2″ N, 9° 39′ 6″ O                    | Wohn-/Geschäftshaus      | | 36478699 |                |
| Lange Straße 40 51° 25′ 2″ N, 9° 39′ 6″ O                    | Wohn-/Geschäftshaus      | | 36478720 |                |
| Lange Straße 43 51° 25′ 2″ N, 9° 39′ 7″ O                    | Wohn-/Geschäftshaus      | | 36478762 | BW             |
| Lange Straße 44 51° 25′ 2″ N, 9° 39′ 6″ O                    | Wohn-/Geschäftshaus      | | 36478783 |                |
| Lange Straße 45 51° 25′ 1″ N, 9° 39′ 7″ O                    | Wohn-/Geschäftshaus      | | 36478804 |                |
| Lange Straße 46 51° 25′ 2″ N, 9° 39′ 6″ O                    | Wohn-/Geschäftshaus      | | 36478831 |                |
| Lange Straße 47 51° 25′ 1″ N, 9° 39′ 7″ O                    | Wohn-/Geschäftshaus      | | 36478853 |                |
| Lange Straße 48 51° 25′ 1″ N, 9° 39′ 6″ O                    | Wohn-/Geschäftshaus      | | 36478875 |                |
| Lange Straße 49 51° 25′ 1″ N, 9° 39′ 7″ O                    | Wohn-/Geschäftshaus      | | 36478896 |                |
| Lange Straße 50 51° 25′ 1″ N, 9° 39′ 6″ O                    | Wohn-/Geschäftshaus      | | 36478917 |                |
| Lange Straße 51 51° 25′ 1″ N, 9° 39′ 7″ O                    | Wohn-/Geschäftshaus      | | 36478938 |                |
| Lange Straße 53 51° 25′ 0″ N, 9° 39′ 7″ O                    | Wohn-/Geschäftshaus      | | 36478959 |                |
| Lange Straße 55 51° 25′ 0″ N, 9° 39′ 7″ O                    | Wohn-/Geschäftshaus      | | 36478980 |                |
| Lange Straße 57 51° 25′ 0″ N, 9° 39′ 7″ O                    | Wohn-/Geschäftshaus      | | 36479001 |                |
| Lange Straße 59 51° 24′ 59″ N, 9° 39′ 7″ O                   | Wohn-/Geschäftshaus      | | 36479022 |                |
| Lange Straße 63 51° 24′ 59″ N, 9° 39′ 6″ O                   | Wohn-/Geschäftshaus      | | 36479043 |                |
| Lange Straße 65 51° 24′ 58″ N, 9° 39′ 6″ O                   | Wohn-/Geschäftshaus      | | 36479064 |                |
| Lange Straße 67 51° 24′ 58″ N, 9° 39′ 6″ O                   | Wohn-/Geschäftshaus      | | 36479085 |                |
| Lange Straße 68 51° 24′ 58″ N, 9° 39′ 5″ O                   | Wohn-/Geschäftshaus      | barockes Fachwerkhaus aus dem 18. Jahrhundert, 2011 saniert | 36482444 |                |
| Lange Straße 69 51° 24′ 58″ N, 9° 39′ 6″ O                   | Wohn-/Geschäftshaus      | | 36479106 |                |
| Lange Straße 70 51° 24′ 58″ N, 9° 39′ 5″ O                   | Wohn-/Geschäftshaus      | | 36482465 |                |
| Lange Straße 71 51° 24′ 58″ N, 9° 39′ 6″ O                   | Wohn-/Geschäftshaus      | | 36479127 |                |
| Lange Straße 73 51° 24′ 57″ N, 9° 39′ 6″ O                   | Wohn-/Geschäftshaus      | | 36479148 |                |
| Lange Straße 75 51° 24′ 57″ N, 9° 39′ 6″ O                   | Wohn-/Geschäftshaus      | | 36479169 |                |
| Lange Straße 77 51° 24′ 56″ N, 9° 39′ 6″ O                   | Wohn-/Geschäftshaus      | | 36479190 |                |
| Lange Straße 78 51° 24′ 57″ N, 9° 39′ 4″ O                   | Wohn-/Geschäftshaus      | | 36479211 |                |
| Lange Straße 79 51° 24′ 56″ N, 9° 39′ 5″ O                   | Wohn-/Geschäftshaus      | | 36479232 |                |
| Lange Straße 80 51° 24′ 56″ N, 9° 39′ 4″ O                   | Wohn-/Geschäftshaus      | | 36479254 |                |
| Lange Straße 82 51° 24′ 56″ N, 9° 39′ 4″ O                   | Wohn-/Geschäftshaus      | Das sogenannte Marmorhaus oder Haus Klockemeyer wurde 1685 erbaut. Im Jahre 1978 wurde die Fassade vom Putz befreit, zum Vorschein kam eine Fassadenmalerei, die Marmor vortäuscht. | 36479275 |                |
| Lange Straße 83 51° 24′ 56″ N, 9° 39′ 5″ O                   | Wohn-/Geschäftshaus      | | 36479297 |                |
| Lange Straße 84 51° 24′ 56″ N, 9° 39′ 4″ O                   | Wohn-/Geschäftshaus      | | 36479318 |                |
| Lange Straße 85 51° 24′ 55″ N, 9° 39′ 5″ O                   | Wohn-/Geschäftshaus      | | 36479339 |                |
| Lange Straße 86 51° 24′ 56″ N, 9° 39′ 4″ O                   | Wohn-/Geschäftshaus      | | 36479360 |                |
| Lange Straße 87 51° 24′ 55″ N, 9° 39′ 5″ O                   | Wohn-/Geschäftshaus      | | 36479381 |                |
| Lange Straße 89 51° 24′ 55″ N, 9° 39′ 5″ O                   | Wohn-/Geschäftshaus      | | 36479402 |                |
| Lange Straße 92 51° 24′ 55″ N, 9° 39′ 4″ O                   | Wohn-/Geschäftshaus      | | 36479444 |                |
| Lange Straße 93 51° 24′ 54″ N, 9° 39′ 5″ O                   | Wohn-/Geschäftshaus      | | 36479465 |                |
| Lange Straße 94 51° 24′ 55″ N, 9° 39′ 4″ O                   | Wohn-/Geschäftshaus      | | 36479486 |                |
| Lange Straße 95 51° 24′ 54″ N, 9° 39′ 4″ O                   | Wohn-/Geschäftshaus      | | 36479507 |                |
| Lange Straße 96 51° 24′ 54″ N, 9° 39′ 3″ O                   | Wohn-/Geschäftshaus      | | 36479528 |                |
| Lange Straße 98 51° 24′ 54″ N, 9° 39′ 3″ O                   | Wohn-/Geschäftshaus      | | 6479549  |                |
| Lange Straße 99 51° 24′ 53″ N, 9° 39′ 4″ O                   | Wohn-/Geschäftshaus      | | 36482486 |                |
| Lange Straße 100 51° 24′ 54″ N, 9° 39′ 3″ O                  | Wohn-/Geschäftshaus      | | 6479570  |                |
| Lange Straße 101 51° 24′ 53″ N, 9° 39′ 4″ O                  | Wohn-/Geschäftshaus      | | 36482507 |                |
| Lange Straße 102 51° 24′ 53″ N, 9° 39′ 3″ O                  | Wohn-/Geschäftshaus      | | 36479591 |                |
| Lange Straße 103 51° 24′ 51″ N, 9° 39′ 4″ O                  | Rotunde                  | Die Rotunde Münden ist der Zwingerturm einer Bastion der Stadtbefestigung Münden zur Sicherung des Oberen Tores | 36476697 |                |
| Lange Straße 105 51° 24′ 52″ N, 9° 39′ 4″ O                  | Wache                    | Obertorwache | 36476376 |                |
| Lohstraße 1 51° 25′ 5″ N, 9° 39′ 3″ O                        | Wohn-/Geschäftshaus      | | 36479612 |                |
| Lohstraße 3 51° 25′ 5″ N, 9° 39′ 3″ O                        | Wohn-/Geschäftshaus      | | 36479633 |                |
| Lohstraße 5 51° 25′ 5″ N, 9° 39′ 3″ O                        | Wohn-/Geschäftshaus      | | 36484839 |                |
| Lohstraße 7 51° 25′ 5″ N, 9° 39′ 4″ O                        | Wohn-/Geschäftshaus      | | 36479654 |                |
| Lohstraße 8 51° 25′ 5″ N, 9° 39′ 4″ O                        | Wohnhaus                 | | 36484860 | BW             |
| Lohstraße 10 51° 25′ 6″ N, 9° 39′ 5″ O                       | Wohnhaus                 | | 36484881 | BW             |
| Lohstraße 12 51° 25′ 6″ N, 9° 39′ 5″ O                       | Wohn-/Geschäftshaus      | | 36484902 | BW             |
| Lohstraße 13 51° 25′ 6″ N, 9° 39′ 4″ O                       | Wohnhaus                 | | 36487179 |                |
| Lohstraße 14 51° 25′ 6″ N, 9° 39′ 5″ O                       | Wohnhaus                 | | 36484923 |                |
| Lohstraße 15 51° 25′ 7″ N, 9° 39′ 4″ O                       | Wohn-/Geschäftshaus      | | 36487200 |                |
| Lohstraße 16 51° 25′ 6″ N, 9° 39′ 5″ O                       | Wohn-/Geschäftshaus      | | 36484944 |                |
| Lohstraße 18 51° 25′ 7″ N, 9° 39′ 5″ O                       | Wohn-/Geschäftshaus      | | 36484966 |                |
| Lohstraße 20 51° 25′ 7″ N, 9° 39′ 5″ O                       | Wohn-/Geschäftshaus      | | 36484987 | BW             |
| Lotzestraße 1 51° 25′ 3″ N, 9° 39′ 6″ O                      | Wohn-/Geschäftshaus      | | 36479675 |                |
| Lotzestraße 11 51° 25′ 2″ N, 9° 39′ 5″ O                     | Wohn-/Geschäftshaus      | | 36479696 |                |
| Lotzestraße 19 51° 25′ 1″ N, 9° 39′ 5″ O                     | Wohnhaus                 | | 36479717 |                |
| Markt 2 51° 25′ 4″ N, 9° 39′ 6″ O                            | Wohnhaus                 | | 36479738 |                |
| Markt 3 51° 25′ 2″ N, 9° 39′ 4″ O                            | Rathaus                  | Das Rathaus Münden stammt im Kern aus dem 14. Jahrhundert. Durch einen Umbau Anfang des 17. Jahrhunderts bekam es seine bis heute erhaltene Schaufassade im Stil der Weserrenaissance, der Baumeister war Georg Crossmann aus Lemgo. Vor dem Portal befindet sich ein Altan mit zwei seitlichen Treppenläufen und dem Eingang zum Ratskeller. Rechts vom Eingang befindet sich ein zweigeschossiger Auslucht. Voin 1979 bis 1982 wurde das Rathaus renoviert.                                                              | 36476238 | Weitere Bilder |
| Markt 4 51° 25′ 4″ N, 9° 39′ 6″ O                            | Wohn-/Geschäftshaus      | | 36479759 |                |
| Markt 6 51° 25′ 4″ N, 9° 39′ 5″ O                            | Wohnhaus                 | | 36485008 |                |
| Markt 8 51° 25′ 4″ N, 9° 39′ 4″ O                            | Wohnhaus                 | | 36479780 |                |
| Marktstraße 1 51° 25′ 4″ N, 9° 39′ 8″ O                      | Wohn-/Geschäftshaus      | | 36479801 |                |
| Marktstraße 5 51° 25′ 4″ N, 9° 39′ 8″ O                      | Wohn-/Geschäftshaus      | | 36479822 |                |
| Marktstraße 6 51° 25′ 3″ N, 9° 39′ 8″ O                      | Wohn-/Geschäftshaus      | | 36479843 |                |
| Marktstraße 7 51° 25′ 4″ N, 9° 39′ 9″ O                      | Wohn-/Geschäftshaus      | | 36479864 |                |
| Marktstraße 8 51° 25′ 3″ N, 9° 39′ 8″ O                      | Wohn-/Geschäftshaus      | | 36479885 |                |
| Marktstraße 9 51° 25′ 4″ N, 9° 39′ 9″ O                      | Wohnhaus                 | | 36479906 |                |
| Marktstraße 10 51° 25′ 3″ N, 9° 39′ 8″ O                     | Wohn-/Geschäftshaus      | | 36479927 |                |
| Marktstraße 11 51° 25′ 4″ N, 9° 39′ 9″ O                     | Wohn-/Geschäftshaus      | | 36479948 |                |
| Marktstraße 12 51° 25′ 3″ N, 9° 39′ 9″ O                     | Wohn-/Geschäftshaus      | | 36479969 |                |
| Marktstraße 13 51° 25′ 4″ N, 9° 39′ 10″ O                    | Wohn-/Geschäftshaus      | | 36479990 |                |
| Marktstraße 14 51° 25′ 3″ N, 9° 39′ 9″ O                     | Wohnhaus                 | | 36480011 |                |
| Marktstraße 15 51° 25′ 4″ N, 9° 39′ 10″ O                    | Wohnhaus                 | Sogenanntes Tilly Haus, 1580 errichtet, 1626 Quartier von Johann T’Serclaes von Tilly nach der Eroberung der Stadt | 36480032 |                |
| Marktstraße 16 51° 25′ 3″ N, 9° 39′ 9″ O                     | Wohn-/Geschäftshaus      | | 36480054 |                |
| Marktstraße 17 51° 25′ 4″ N, 9° 39′ 10″ O                    | Wohn-/Geschäftshaus      | | 36480075 |                |
| Marktstraße 18 51° 25′ 3″ N, 9° 39′ 10″ O                    | Wohn-/Geschäftshaus      | | 36480096 |                |
| Marktstraße 19 51° 25′ 4″ N, 9° 39′ 11″ O                    | Wohn-/Geschäftshaus      | | 36480117 |                |
| Marktstraße 20 51° 25′ 3″ N, 9° 39′ 11″ O                    | Wohn-/Geschäftshaus      | | 36480138 |                |
| Mühlenstraße 3 51° 25′ 4″ N, 9° 39′ 2″ O                     | Wohnhaus                 | | 36485029 |                |
| Mühlenstraße 4 51° 25′ 5″ N, 9° 39′ 2″ O                     | Wohn-/Geschäftshaus      | | 6480159  |                |
| Mühlenstraße 5 51° 25′ 4″ N, 9° 39′ 2″ O                     | Wohn-/Geschäftshaus      | | 36480180 | BW             |
| Mühlenstraße 6 51° 25′ 5″ N, 9° 39′ 2″ O                     | Wohnhaus                 | | 36485050 |                |
| Mühlenstraße 7 51° 25′ 4″ N, 9° 39′ 1″ O                     | Wohn-/Geschäftshaus      | | 36480201 | BW             |
| Mühlenstraße 8 51° 25′ 5″ N, 9° 39′ 1″ O                     | Wohnhaus                 | | 36485071 |                |
| Mühlenstraße 9 51° 25′ 4″ N, 9° 39′ 1″ O                     | Wohn-/Geschäftshaus      | | 36480222 | BW             |
| Mühlenstraße 10 51° 25′ 5″ N, 9° 39′ 1″ O                    | Wohn-/Geschäftshaus      | | 36480243 |                |
| Mühlenstraße 11 51° 25′ 4″ N, 9° 39′ 1″ O                    | Wohnhaus                 | | 36485092 |                |
| Mühlenstraße 12 51° 25′ 5″ N, 9° 39′ 0″ O                    | Wohn-/Geschäftshaus      | | 36480265 |                |
| Petersilienstraße 1 51° 24′ 58″ N, 9° 39′ 0″ O               | Wohnhaus                 | | 36485113 |                |
| Petersilienstraße 2 51° 24′ 58″ N, 9° 39′ 0″ O               | Wohn-/Wirtschaftsgebäude | | 36485134 |                |
| Petersilienstraße 3 51° 24′ 58″ N, 9° 38′ 59″ O              | Wohnhaus                 | | 36485155 |                |
| Petersilienstraße 4 51° 24′ 58″ N, 9° 38′ 59″ O              | Wohn-/Geschäftshaus      | | 36485177 |                |
| Petersilienstraße 5 51° 24′ 58″ N, 9° 38′ 59″ O              | Wohnhaus                 | | 36485198 |                |
| Petersilienstraße 6 51° 24′ 58″ N, 9° 38′ 59″ O              | Wohnhaus                 | | 36485219 |                |
| Petersilienstraße 7 51° 24′ 58″ N, 9° 38′ 59″ O              | Wohnhaus                 | | 36485240 |                |
| Petersilienstraße 8 51° 24′ 58″ N, 9° 38′ 59″ O              | Wohnhaus                 | | 36485261 |                |
| Petersilienstraße 9 51° 24′ 58″ N, 9° 38′ 58″ O              | Wohnhaus                 | | 36485282 |                |
| Petersilienstraße 10 51° 24′ 58″ N, 9° 38′ 58″ O             | Wohn-/Geschäftshaus      | | 36485303 |                |
| Petersilienstraße 11 51° 24′ 58″ N, 9° 38′ 58″ O             | Wohnhaus                 | | 36485324 |                |
| Petersilienstraße 12 51° 24′ 58″ N, 9° 38′ 58″ O             | Wohnhaus                 | | 36485345 |                |
| Petersilienstraße 13 51° 24′ 58″ N, 9° 38′ 58″ O             | Wohnhaus                 | | 36485366 |                |
| Petersilienstraße 14 51° 24′ 58″ N, 9° 38′ 57″ O             | Wohnhaus                 | | 36485387 |                |
| Petersilienstraße 15 51° 24′ 58″ N, 9° 38′ 57″ O             | Wohnhaus                 | | 36485408 |                |
| Petersilienstraße 16 51° 24′ 58″ N, 9° 38′ 57″ O             | Wohnhaus                 | | 36485429 |                |
| Radbrunnenstraße 4 51° 24′ 54″ N, 9° 39′ 3″ O                | Wohn-/Geschäftshaus      | | 36480288 |                |
| Radbrunnenstraße 5 51° 24′ 53″ N, 9° 39′ 2″ O                | Wohn-/Geschäftshaus      | | 36482528 |                |
| Radbrunnenstraße 6 51° 24′ 54″ N, 9° 39′ 2″ O                | Wohn-/Geschäftshaus      | | 36480309 |                |
| Radbrunnenstraße 8 51° 24′ 54″ N, 9° 39′ 2″ O                | Wohn-/Geschäftshaus      | | 36480330 |                |
| Radbrunnenstraße 10 51° 24′ 54″ N, 9° 39′ 2″ O               | Wohn-/Geschäftshaus      | | 36480351 |                |
| Radbrunnenstraße 12 51° 24′ 54″ N, 9° 39′ 1″ O               | Wohn-/Geschäftshaus      | | 36485450 |                |
| Radbrunnenstraße 13 51° 24′ 53″ N, 9° 39′ 1″ O               | Wohnhaus                 | | 36485471 |                |
| Radbrunnenstraße 14 51° 24′ 54″ N, 9° 39′ 1″ O               | Wohn-/Geschäftshaus      | | 36480372 |                |
| Radbrunnenstraße 15 51° 24′ 54″ N, 9° 39′ 0″ O               | Wohnhaus                 | | 36485492 |                |
| Radbrunnenstraße 16 51° 24′ 54″ N, 9° 39′ 1″ O               | Wohn-/Geschäftshaus      | | 36485513 |                |
| Radbrunnenstraße 17 51° 24′ 54″ N, 9° 39′ 0″ O               | Wohn-/Geschäftshaus      | | 36480394 |                |
| Radbrunnenstraße 19 51° 24′ 54″ N, 9° 38′ 59″ O              | Wohnhaus                 | | 36485535 |                |
| Radbrunnenstraße 21 51° 24′ 54″ N, 9° 38′ 59″ O              | Wohnhaus                 | | 36485577 |                |
| Radbrunnenstraße 23 51° 24′ 54″ N, 9° 38′ 58″ O              | Wohn-/Geschäftshaus      | | 36485619 |                |
| Radbrunnenstraße 24 51° 24′ 54″ N, 9° 38′ 58″ O              | Wohn-/Geschäftshaus      | | 36485640 |                |
| Radbrunnenstraße 25 51° 24′ 54″ N, 9° 38′ 57″ O              | Wohnhaus                 | | 36485661 |                |
| Radbrunnenstraße 27 51° 24′ 54″ N, 9° 38′ 57″ O              | Wohn-/Geschäftshaus      | | 36485682 |                |
| Radbrunnenstraße 28 51° 24′ 55″ N, 9° 38′ 58″ O              | Wohnhaus                 | | 36485705 |                |
| Radbrunnenstraße 30 51° 24′ 54″ N, 9° 38′ 57″ O              | Wohn-/Geschäftshaus      | | 36485726 |                |
| Radbrunnenstraße 32 51° 24′ 54″ N, 9° 38′ 57″ O              | Wohnhaus                 | | 36485747 |                |
| Radbrunnenstraße 34 51° 24′ 54″ N, 9° 38′ 57″ O              | Wohnhaus                 | | 36485769 |                |
| Radbrunnenstraße 36 51° 24′ 54″ N, 9° 38′ 57″ O              | Wohn-/Geschäftshaus      | | 36485790 |                |
| Radbrunnenstraße 38 51° 24′ 54″ N, 9° 38′ 57″ O              | Wohn-/Geschäftshaus      | | 36485811 |                |
| Radbrunnenstraße 40 51° 24′ 54″ N, 9° 38′ 56″ O              | Wohn-/Geschäftshaus      | | 36485832 |                |
| Ritterstraße 2 51° 24′ 56″ N, 9° 39′ 4″ O                    | Wohn-/Geschäftshaus      | | 36480436 |                |
| Ritterstraße 3 51° 24′ 55″ N, 9° 39′ 3″ O                    | Wohnhaus                 | | 36485853 |                |
| Ritterstraße 4 51° 24′ 56″ N, 9° 39′ 3″ O                    | Wohn-/Geschäftshaus      | | 36485874 |                |
| Ritterstraße 5 51° 24′ 55″ N, 9° 39′ 3″ O                    | Wohnhaus                 | | 36485895 |                |
| Ritterstraße 6 51° 24′ 56″ N, 9° 39′ 3″ O                    | Wohn-/Geschäftshaus      | | 36480457 |                |
| Ritterstraße 7 51° 24′ 55″ N, 9° 39′ 2″ O                    | Wohn-/Geschäftshaus      | | 36485916 |                |
| Ritterstraße 9 51° 24′ 55″ N, 9° 39′ 2″ O                    | Wohn-/Geschäftshaus      | | 36485937 |                |
| Ritterstraße 10 51° 24′ 56″ N, 9° 39′ 2″ O                   | Wohn-/Geschäftshaus      | | 36480478 |                |
| Ritterstraße 11 51° 24′ 55″ N, 9° 39′ 2″ O                   | Wohn-/Geschäftshaus      | | 36485958 |                |
| Ritterstraße 12 51° 24′ 56″ N, 9° 39′ 2″ O                   | Wohn-/Geschäftshaus      | | 36480499 |                |
| Ritterstraße 13 51° 24′ 55″ N, 9° 39′ 1″ O                   | Wohnhaus                 | | 36485985 |                |
| Ritterstraße 14 51° 24′ 56″ N, 9° 39′ 2″ O                   | Wohn-/Geschäftshaus      | | 36480520 |                |
| Ritterstraße 15 51° 24′ 55″ N, 9° 39′ 1″ O                   | Wohn-/Geschäftshaus      | | 36480541 |                |
| Ritterstraße 16 51° 24′ 56″ N, 9° 39′ 1″ O                   | Wohn-/Geschäftshaus      | | 36480562 |                |
| Ritterstraße 17 51° 24′ 55″ N, 9° 39′ 0″ O                   | Wohn-/Geschäftshaus      | | 36486006 |                |
| Ritterstraße 18 51° 24′ 56″ N, 9° 39′ 1″ O                   | Wohn-/Geschäftshaus      | | 36480583 |                |
| Ritterstraße 20 51° 24′ 56″ N, 9° 39′ 1″ O                   | Wohnhaus                 | | 36480604 |                |
| Ritterstraße 22 51° 24′ 56″ N, 9° 39′ 0″ O                   | Wohn-/Geschäftshaus      | | 36480625 |                |
| Rosenstraße 3 51° 24′ 58″ N, 9° 39′ 7″ O                     | Wohn-/Geschäftshaus      | | 36480646 |                |
| Rosenstraße 6 51° 24′ 57″ N, 9° 39′ 8″ O                     | Wohn-/Geschäftshaus      | | 36480689 |                |
| Rosenstraße 11 51° 24′ 57″ N, 9° 39′ 9″ O                    | Wohn-/Geschäftshaus      | | 36480794 |                |
| Rosenstraße 13 51° 24′ 57″ N, 9° 39′ 9″ O                    | Wohn-/Geschäftshaus      | | 36480836 |                |
| Rosenstraße 14 51° 24′ 57″ N, 9° 39′ 9″ O                    | Wohn-/Geschäftshaus      | | 36480857 |                |
| Rosenstraße 15 51° 24′ 57″ N, 9° 39′ 10″ O                   | Wohn-/Geschäftshaus      | | 36480878 |                |
| Rosenstraße 16 51° 24′ 57″ N, 9° 39′ 9″ O                    | Wohn-/Geschäftshaus      | | 36480899 |                |
| Rosenstraße 17 51° 24′ 57″ N, 9° 39′ 10″ O                   | Wohn-/Geschäftshaus      | | 36480920 |                |
| Rosenstraße 18 51° 24′ 57″ N, 9° 39′ 10″ O                   | Wohn-/Geschäftshaus      | | 36480941 |                |
| Schloßplatz 51° 25′ 5″ N, 9° 39′ 15″ O                       | Platz                    | | 36476280 |                |
| Schloßplatz 1 51° 25′ 6″ N, 9° 39′ 13″ O                     | Wohnhaus                 | | 36486027 |                |
| Schloßplatz 3-10 51° 25′ 5″ N, 9° 39′ 16″ O                  | Schloss                  | Das Welfenschloss Münden war früher in die mittelalterliche Stadtbefestigung Münden einbezogen. Die heute aus zwei Gebäudeflügeln bestehende Schlossanlage wurde ab 1501 im gotischen Stil errichtet. | 36476259 |                |
| Schmiedestraße 1 51° 24′ 57″ N, 9° 39′ 4″ O                  | Wohn-/Geschäftshaus      | | 36480984 |                |
| Schmiedestraße 3 51° 24′ 57″ N, 9° 39′ 3″ O                  | Wohn-/Geschäftshaus      | | 36481005 | BW             |
| Schmiedestraße 4 51° 24′ 57″ N, 9° 39′ 4″ O                  | Wohn-/Geschäftshaus      | | 36482549 |                |
| Schmiedestraße 5 51° 24′ 57″ N, 9° 39′ 3″ O                  | Wohn-/Geschäftshaus      | | 36481026 | BW             |
| Schmiedestraße 6 51° 24′ 58″ N, 9° 39′ 3″ O                  | Wohn-/Geschäftshaus      | | 36482570 |                |
| Schmiedestraße 7 51° 24′ 57″ N, 9° 39′ 2″ O                  | Wohn-/Geschäftshaus      | | 36481047 | BW             |
| Schmiedestraße 8 51° 24′ 58″ N, 9° 39′ 2″ O                  | Wohn-/Geschäftshaus      | | 36482591 | BW             |
| Schmiedestraße 9 51° 24′ 57″ N, 9° 39′ 2″ O                  | Wohn-/Geschäftshaus      | | 36481068 | BW             |
| Schmiedestraße 10 51° 24′ 58″ N, 9° 39′ 2″ O                 | Wohn-/Geschäftshaus      | | 36482612 |                |
| Schmiedestraße 11 51° 24′ 57″ N, 9° 39′ 1″ O                 | Wohn-/Geschäftshaus      | | 36481089 | BW             |
| Schmiedestraße 12 51° 24′ 58″ N, 9° 39′ 1″ O                 | Wohn-/Geschäftshaus      | | 36482633 |                |
| Schmiedestraße 13 51° 24′ 57″ N, 9° 39′ 1″ O                 | Wohn-/Geschäftshaus      | | 36481110 |                |
| Siebenturmstraße 3 51° 24′ 55″ N, 9° 38′ 59″ O               | Wohnhaus                 | | 36486113 |                |
| Siebenturmstraße 4 51° 24′ 56″ N, 9° 38′ 59″ O               | Wohnhaus                 | | 36487221 |                |
| Siebenturmstraße 5 51° 24′ 56″ N, 9° 38′ 59″ O               | Wohnhaus                 | | 36486134 |                |
| Siebenturmstraße 6 51° 24′ 56″ N, 9° 38′ 59″ O               | Wohnhaus                 | | 36487242 |                |
| Siebenturmstraße 7 51° 24′ 56″ N, 9° 38′ 59″ O               | Wohnhaus                 | | 36486155 |                |
| Siebenturmstraße 9 51° 24′ 56″ N, 9° 38′ 58″ O               | Wohn-/Geschäftshaus      | | 36481152 |                |
| Siebenturmstraße 10 51° 24′ 56″ N, 9° 38′ 58″ O              | Wohnhaus                 | | 36487263 |                |
| Siebenturmstraße 11 51° 24′ 56″ N, 9° 38′ 58″ O              | Wohnhaus                 | | 36486176 |                |
| Siebenturmstraße 12 51° 24′ 56″ N, 9° 38′ 58″ O              | Wohnhaus                 | | 36487284 |                |
| Siebenturmstraße 13 51° 24′ 56″ N, 9° 38′ 57″ O              | Wohn-/Geschäftshaus      | | 36481174 |                |
| Siebenturmstraße 14 51° 24′ 56″ N, 9° 38′ 58″ O              | Wohnhaus                 | | 36487305 |                |
| Siebenturmstraße 15 51° 24′ 56″ N, 9° 38′ 58″ O              | Wohnhaus                 | | 36486197 |                |
| Siebenturmstraße 16 51° 24′ 56″ N, 9° 38′ 57″ O              | Wohnhaus                 | | 36487326 |                |
| Siebenturmstraße 17 51° 24′ 56″ N, 9° 38′ 57″ O              | Wohnhaus                 | | 36486218 |                |
| Siebenturmstraße 18 51° 24′ 56″ N, 9° 38′ 57″ O              | Wohnhaus                 | | 36487347 |                |
| Siebenturmstraße 19 51° 24′ 56″ N, 9° 38′ 57″ O              | Wohnhaus                 | | 36486239 | BW             |
| Siebenturmstraße 21 51° 24′ 56″ N, 9° 38′ 57″ O              | Wohnhaus                 | | 36486260 |                |
| Siebenturmstraße 23 51° 24′ 56″ N, 9° 38′ 57″ O              | Wohnhaus                 | | 36486281 |                |
| Speckstraße 4 51° 25′ 7″ N, 9° 39′ 7″ O                      | Wohnhaus                 | | 36486302 |                |
| Speckstraße 6 51° 25′ 7″ N, 9° 39′ 6″ O                      | Wohnhaus                 | | 36486323 |                |
| Speckstraße 7 51° 25′ 7″ N, 9° 39′ 6″ O                      | Wohnhaus                 | | 36487389 | BW             |
| Speckstraße 8 51° 25′ 8″ N, 9° 39′ 6″ O                      | Wohnhaus                 | | 36486344 |                |
| Speckstraße 10 51° 25′ 8″ N, 9° 39′ 5″ O                     | Wohnhaus                 | | 36486366 |                |
| Stumpfeturmstraße 1 51° 24′ 58″ N, 9° 38′ 56″ O              | Wohnhaus                 | | 36486388 |                |
| Stumpfeturmstraße 4 51° 24′ 59″ N, 9° 38′ 56″ O              | Wohnhaus                 | | 36486409 |                |
| Stumpfeturmstraße 5 51° 24′ 58″ N, 9° 38′ 56″ O              | Wohnhaus                 | | 36486430 |                |
| Sydekumstraße 2 51° 25′ 7″ N, 9° 39′ 9″ O                    | Wohn-/Geschäftshaus      | | 36481195 |                |
| Sydekumstraße 3 51° 25′ 7″ N, 9° 39′ 10″ O                   | Neues Sydekum            | Das Gebäude wurde 1783 als Hotel errichtet. Es beherbergt seit 2000 eine Moschee. | 36486473 |                |
| Sydekumstraße 4 51° 25′ 7″ N, 9° 39′ 10″ O                   | Wohnhaus                 | | 36486494 |                |
| Sydekumstraße 5 51° 25′ 7″ N, 9° 39′ 11″ O                   | Wohn-/Geschäftshaus      | | 36481216 |                |
| Sydekumstraße 6 51° 25′ 7″ N, 9° 39′ 10″ O                   | Wohnhaus                 | | 36486515 |                |
| Sydekumstraße 7 51° 25′ 7″ N, 9° 39′ 11″ O                   | Wohnhaus                 | | 36486536 | BW             |
| Sydekumstraße 8 51° 25′ 7″ N, 9° 39′ 10″ O                   | Wohn-/Geschäftshaus      | Das Haus Ochsenkopf ist ein als spätgotisches 1528 erbautes Haus, das von 1976 bis 1979 renoviert wurde. | 36481237 |                |
| Sydekumstraße 9 51° 25′ 7″ N, 9° 39′ 11″ O                   | Wohn-/Geschäftshaus      | | 36481268 | BW             |
| Sydekumstraße 11 51° 25′ 7″ N, 9° 39′ 11″ O                  | Wohn-/Geschäftshaus      | | 36486557 |                |
| Sydekumstraße 13 51° 25′ 7″ N, 9° 39′ 12″ O                  | Wohn-/Geschäftshaus      | | 36481289 |                |
| Sydekumstraße 15 51° 25′ 7″ N, 9° 39′ 12″ O                  | Wohn-/Geschäftshaus      | | 36481310 |                |
| Sydekumstraße 17 51° 25′ 6″ N, 9° 39′ 12″ O                  | Wohn-/Geschäftshaus      | | 36481331 |                |
| Tanzwerderstraße 3 51° 24′ 59″ N, 9° 39′ 1″ O                | Wohnhaus                 | | 36486578 |                |
| Tanzwerderstraße 4 51° 25′ 0″ N, 9° 39′ 1″ O                 | Wohn-/Geschäftshaus      | | 36481352 | BW             |
| Tanzwerderstraße 5 51° 24′ 59″ N, 9° 39′ 0″ O                | Wohn-/Geschäftshaus      | | 36481374 |                |
| Tanzwerderstraße 7 51° 24′ 59″ N, 9° 39′ 0″ O                | Wohn-/Geschäftshaus      | | 36481395 |                |
| Tanzwerderstraße 8 51° 25′ 0″ N, 9° 39′ 0″ O                 | Wohn-/Geschäftshaus      | | 36482654 |                |
| Tanzwerderstraße 9 51° 24′ 59″ N, 9° 38′ 59″ O               | Wohn-/Geschäftshaus      | | 36481416 |                |
| Tanzwerderstraße 10 51° 25′ 0″ N, 9° 39′ 0″ O                | Wohn-/Geschäftshaus      | | 36482675 | BW             |
| Tanzwerderstraße 11 51° 25′ 0″ N, 9° 38′ 59″ O               | Wohn-/Geschäftshaus      | | 36481438 | BW             |
| Tanzwerderstraße 12 51° 25′ 0″ N, 9° 38′ 59″ O               | Wohn-/Geschäftshaus      | | 36487410 | BW             |
| Tanzwerderstraße 13 51° 25′ 0″ N, 9° 38′ 59″ O               | Wohnhaus                 | | 36486599 | BW             |
| Tanzwerderstraße 14 51° 25′ 0″ N, 9° 38′ 59″ O               | Wohnhaus                 | | 36487431 |                |
| Tanzwerderstraße 15 51° 25′ 0″ N, 9° 38′ 58″ O               | Wohn-/Geschäftshaus      | | 36486620 |                |
| Tanzwerderstraße 17 51° 25′ 0″ N, 9° 38′ 57″ O               | Wohnhaus                 | | 36481459 |                |
| Tanzwerderstraße 18 51° 25′ 0″ N, 9° 38′ 57″ O               | Wohn-/Geschäftshaus      | | 36487452 | BW             |
| Tanzwerderstraße 19 51° 25′ 0″ N, 9° 38′ 57″ O               | Wohnhaus                 | | 36486641 |                |
| Tanzwerderstraße 20 51° 25′ 1″ N, 9° 38′ 57″ O               | Wohn-/Geschäftshaus      | | 36487473 | BW             |
| Tanzwerderstraße 21 51° 25′ 0″ N, 9° 38′ 57″ O               | Wohn-/Geschäftshaus      | | 36481480 | BW             |
| Tanzwerderstraße 22 51° 25′ 1″ N, 9° 38′ 56″ O               | Wohnhaus                 | | 36487494 |                |
| Vor der Burg 3/5 51° 25′ 4″ N, 9° 39′ 11″ O                  | Wohn-/Geschäftshaus      | | 36481522 | BW             |
| Vor der Burg 7 51° 25′ 5″ N, 9° 39′ 11″ O                    | Wohnhaus                 | | 36486662 |                |
| Vor der Burg 9 51° 25′ 5″ N, 9° 39′ 11″ O                    | Wohnhaus                 | | 36486683 |                |
| Vor der Burg 11 51° 25′ 5″ N, 9° 39′ 11″ O                   | Wohn-/Geschäftshaus      | | 36481544 |                |
| Vor der Burg 13 51° 25′ 5″ N, 9° 39′ 10″ O                   | Wohnhaus                 | | 36487557 |                |
| Vor der Burg 15 51° 25′ 5″ N, 9° 39′ 11″ O                   | Wohnhaus                 | Altenheim des 1897 gegründeten Herzogin Elisabeth-Stifts, erbaut laut Infotafel 1574, ehemals Haus des Amtsmannes | 36486704 |                |
| Vor der Burg 17 51° 25′ 6″ N, 9° 39′ 11″ O                   | Wohnhaus                 | | 36486737 |                |
| Vor der Burg 19 51° 25′ 6″ N, 9° 39′ 11″ O                   | Wohnhaus                 | | 36486767 |                |
| Langestraße 103 51° 24′ 51″ N, 9° 39′ 7″ O                   | Wall                     | Wallanlage | 36476352 |                |
| Wanfrieder Schlagd 51° 25′ 8″ N, 9° 39′ 3″ O                 | Packhof                  | Der Packhof Münden ist ein 1840 errichteter Packhof, der gemeinsam mit dem nahe gelegenen Alten Packhof von 1837 während des 19. Jahrhunderts der Lagerung von Waren des Fernhandels diente. | 36476329 |                |
| Wanfrieder Schlagd 51° 25′ 8″ N, 9° 39′ 5″ O                 | Wehr                     | Nadelwehr | 41950206 |                |
| Ziegelstraße 2 51° 25′ 4″ N, 9° 39′ 3″ O                     | Wohnhaus                 | |          |                |
| Ziegelstraße 4 51° 25′ 4″ N, 9° 39′ 3″ O                     | Wohnhaus                 | Laut einem ausgehängten Zettel von Denkmalaktivisten barockes Fachwerkhaus erbaut zwischen 1650 und 1780. Genutzt als Handelshaus, um 1990 begann der Verfall |          |                |
| Ziegelstraße 6 51° 25′ 3″ N, 9° 39′ 3″ O                     | Wohnhaus                 | |          |                |
| Ziegelstraße 14 51° 25′ 2″ N, 9° 39′ 3″ O                    | Wohnhaus                 | |          |                |
| Ziegelstraße 39 51° 24′ 58″ N, 9° 39′ 1″ O                   | Wohnhaus                 | |          |                |
| Ziegelstraße 41 51° 24′ 58″ N, 9° 39′ 1″ O                   | Wohnhaus                 | |          |                |
| Ziegelstraße 45 51° 24′ 57″ N, 9° 39′ 1″ O                   | Wohnhaus                 | |          |                |
| Ziegelstraße 48 51° 24′ 57″ N, 9° 39′ 0″ O                   | Wohnhaus                 | |          |                |
| Ziegelstraße 49 51° 24′ 57″ N, 9° 39′ 0″ O                   | Wohnhaus                 | |          |                |
| Ziegelstraße 56 51° 24′ 55″ N, 9° 39′ 0″ O                   | Wohnhaus                 | |          |                |
| Ziegelstraße 66 51° 24′ 54″ N, 9° 38′ 59″ O                  | Wohnhaus                 | Erbaut um 1400 |          |                |
| Alte Werrabrücke 51° 25′ 9″ N, 9° 39′ 10″ O                  | Alte Werrabrücke         | 105 Meter lange Steinbogenbrücke über die Werra, die wahrscheinlich um 1250 erbaut und 1329 erstmals urkundlich erwähnt wurde. | 36489201 |                |

### Gruppe: Am Feuerteich 28
Die Gruppe „Am Feuerteich 28“ hat die ID 36464851.

| Lage                                         | Bezeichnung | Beschreibung | ID       | Bild |
| -------------------------------------------- | ----------- | --- | -------- | ---- |
| Am Feuerteich 28 51° 24′ 42″ N, 9° 39′ 17″ O | Villa       | | 36490778 |      |
| Am Feuerteich 28 51° 24′ 44″ N, 9° 39′ 15″ O | Park        | | 36490802 |      |
| Am Feuerteich 28 51° 24′ 44″ N, 9° 39′ 15″ O | Denkmal     | Die Skulptur Gott haucht Adam dem Odem ein wurde im Jahre 1904 von Gustav Eberlein errichtet. Es steht in Park vor dem Haus Am Feuerteich 28. | 36491526 |      |
| Am Feuerteich 28 51° 24′ 44″ N, 9° 39′ 16″ O | Park        | | 36491422 |      |

### Gruppe: Vorstadt Blume
Die Gruppe „Vorstadt Blume“ hat die ID 36464128.

| Lage                                 | Bezeichnung | Beschreibung     | ID       | Bild |
| ------------------------------------ | ----------- | ---------------- | -------- | ---- |
| Blume 2 51° 25′ 9″ N, 9° 39′ 21″ O   | Wohnhaus    |                  | 36489548 |      |
| Blume 4 51° 25′ 9″ N, 9° 39′ 21″ O   | Wohnhaus    |                  | 36489570 |      |
| Blume 6 51° 25′ 9″ N, 9° 39′ 21″ O   | Wohnhaus    |                  | 36489592 |      |
| Blume 8 51° 25′ 9″ N, 9° 39′ 20″ O   | Wohnhaus    |                  | 36489614 |      |
| Blume 12 51° 25′ 9″ N, 9° 39′ 20″ O  | Wohnhaus    |                  | 36489659 |      |
| Blume 14 51° 25′ 9″ N, 9° 39′ 20″ O  | Wohnhaus    |                  | 36489681 |      |
| Blume 16 51° 25′ 9″ N, 9° 39′ 20″ O  | Wohnhaus    |                  | 36489703 |      |
| Blume 18 51° 25′ 9″ N, 9° 39′ 19″ O  | Wohnhaus    |                  | 36489725 |      |
| Blume 20 51° 25′ 9″ N, 9° 39′ 19″ O  | Wohnhaus    |                  | 36489747 |      |
| Blume 22 51° 25′ 9″ N, 9° 39′ 19″ O  | Wohnhaus    | Doppelhaus 22/24 | 36489769 |      |
| Blume 24 51° 25′ 10″ N, 9° 39′ 19″ O | Wohnhaus    | Doppelhaus 22/24 | 36489797 |      |
| Blume 26 51° 25′ 10″ N, 9° 39′ 18″ O | Wohnhaus    |                  | 36489819 |      |
| Blume 28 51° 25′ 10″ N, 9° 39′ 17″ O | Wohnhaus    |                  | 36489841 |      |
| Blume 30 51° 25′ 10″ N, 9° 39′ 17″ O | Wohnhaus    |                  | 36489864 |      |
| Blume 32 51° 25′ 10″ N, 9° 39′ 16″ O | Wohnhaus    |                  | 36489886 |      |
| Blume 34 51° 25′ 10″ N, 9° 39′ 16″ O | Wohnhaus    | Doppelhaus 34/36 | 36489908 |      |
| Blume 36 51° 25′ 10″ N, 9° 39′ 16″ O | Wohnhaus    | Doppelhaus 34/36 | 36489930 |      |
| Blume 38 51° 25′ 10″ N, 9° 39′ 15″ O | Wohnhaus    |                  | 36489952 |      |
| Blume 40 51° 25′ 10″ N, 9° 39′ 15″ O | Wohnhaus    |                  | 36489974 |      |
| Blume 42 51° 25′ 11″ N, 9° 39′ 15″ O | Wohnhaus    |                  | 36489998 |      |
| Blume 44 51° 25′ 11″ N, 9° 39′ 14″ O | Wohnhaus    |                  | 36490020 |      |
| Blume 46 51° 25′ 11″ N, 9° 39′ 14″ O | Wohnhaus    |                  | 36490042 |      |
| Blume 48 51° 25′ 11″ N, 9° 39′ 14″ O | Wohnhaus    |                  | 36490064 |      |
| Blume 50 51° 25′ 11″ N, 9° 39′ 13″ O | Wohnhaus    |                  | 36490086 |      |
| Blume 52 51° 25′ 11″ N, 9° 39′ 12″ O | Wohnhaus    |                  | 36490108 |      |
| Blume 54 51° 25′ 12″ N, 9° 39′ 11″ O | Wohnhaus    |                  | 36490130 |      |
| Blume 56 51° 25′ 12″ N, 9° 39′ 11″ O | Wohnhaus    |                  | 36490152 |      |
| Blume 58 51° 25′ 12″ N, 9° 39′ 11″ O | Wohnhaus    |                  | 36490174 |      |
| Blume 60 51° 25′ 12″ N, 9° 39′ 10″ O | Wohnhaus    |                  | 36490196 |      |
| Blume 62 51° 25′ 12″ N, 9° 39′ 10″ O | Wohnhaus    |                  | 36490218 |      |
| Blume 64 51° 25′ 12″ N, 9° 39′ 10″ O | Wohnhaus    |                  | 36490240 |      |
| Blume 66 51° 25′ 12″ N, 9° 39′ 9″ O  | Wohnhaus    |                  | 36490262 |      |
| Blume 68 51° 25′ 12″ N, 9° 39′ 9″ O  | Wohnhaus    |                  | 36490284 |      |
| Blume 70 51° 25′ 13″ N, 9° 39′ 9″ O  | Wohnhaus    |                  | 36490306 |      |
| Blume 72 51° 25′ 13″ N, 9° 39′ 8″ O  | Wohnhaus    |                  | 36490345 |      |
| Blume 74 51° 25′ 13″ N, 9° 39′ 8″ O  | Wohnhaus    |                  | 36490375 |      |
| Blume 76 51° 25′ 13″ N, 9° 39′ 8″ O  | Wohnhaus    |                  | 36490398 |      |
| Blume 78 51° 25′ 13″ N, 9° 39′ 8″ O  | Wohnhaus    |                  | 36490420 |      |
| Blume 80 51° 25′ 13″ N, 9° 39′ 7″ O  | Wohnhaus    |                  | 36490442 |      |

### Gruppe: Elisabeth-Kirche
Die Gruppe „Elisabeth-Kirche“ hat die ID 36464145.

| Lage                                          | Bezeichnung          | Beschreibung | ID       | Bild |
| --------------------------------------------- | -------------------- | --- | -------- | ---- |
| Böttcherstraße 6 51° 24′ 55″ N, 9° 39′ 24″ O  | Pfarrhaus            | | 36490467 | BW   |
| Böttcherstraße 10 51° 24′ 54″ N, 9° 39′ 26″ O | Kirche St. Elisabeth | St. Elisabeth ist eine katholische Pfarrkirche. Das neuromanische Gotteshaus mit dem Patrozinium der heiligen Elisabeth von Thüringen wurde 1887 bis 1889 erbaut. Die Pläne waren von J. Achenbach und F. Heimann, Köln. Von 1979 bis 1982 wurde die Kirche umfangreich renoviert. | 36490488 |      |

### Gruppe: Friedhof Wilhelmshäuser Straße, Friedhof Neumünden
Die Gruppe „Friedhof Wilhelmshäuser Straße, Friedhof Neumünden“ hat die ID 36464184.

| Lage                                                 | Bezeichnung  | Beschreibung | ID       | Bild |
| ---------------------------------------------------- | ------------ | --- | -------- | ---- |
| Wilhelmshäuser Straße 20 51° 24′ 45″ N, 9° 38′ 36″ O | Friedhof     | Der Städtische Friedhof Neumünden ist ein historischer Friedhof, der zu einem Teil nur noch für Urnenbeisetzungen in Benutzung ist. Er wurde am 11. September 1882 eingeweiht, nachdem der alte Friedhof an der Bahnhofstraße (jetzt Wall) geschlossen wurde. | 36490560 |      |
| Wilhelmshäuser Straße 20 51° 24′ 45″ N, 9° 38′ 38″ O | Kapelle      | | 36490582 |      |
| Wilhelmshäuser Straße 20 51° 24′ 46″ N, 9° 38′ 38″ O | Nebengebäude | | 36490627 | BW   |
| Wilhelmshäuser Straße 20 51° 24′ 46″ N, 9° 38′ 39″ O | Wohnhaus     | | 36490604 | BW   |

### Gruppe: Kurhessen-Kaserne
Die Gruppe „Kurhessen-Kaserne“ hat die ID 36464202.

| Lage                                                    | Bezeichnung     | Beschreibung                              | ID       | Bild |
| ------------------------------------------------------- | --------------- | ----------------------------------------- | -------- | ---- |
| Wilhelmshäuser Straße 90 51° 24′ 23″ N, 9° 38′ 28″ O    | Kasernengebäude | Kurhessen-Kaserne, Gebäude 1              | 36490731 |      |
| Wilhelmshäuser Straße 90 51° 24′ 22″ N, 9° 38′ 27″ O    | Zufahrt         | Zufahrt Kurhessen-Kaserne, Gebäude 1      | 36491445 |      |
| Kurhessenstraße 10 51° 24′ 22″ N, 9° 38′ 26″ O          | Kasernengebäude | Kurhessen-Kaserne, Gebäude 2              | 36490703 |      |
| Wilhelmshäuser Straße 90 51° 24′ 20″ N, 9° 38′ 24″ O    | Einfriedung     |                                           | 36491471 |      |
| Kurhessenstraße 6/8 51° 24′ 21″ N, 9° 38′ 24″ O         | Kasernengebäude | Kurhessen-Kaserne, Gebäude 3              | 36490649 |      |
| Kurhessenstraße 4 51° 24′ 19″ N, 9° 38′ 22″ O           | Kasernengebäude | Kurhessen-Kaserne, Gebäude 4              | 41872531 |      |
| Kurhessenstraße 2 51° 24′ 19″ N, 9° 38′ 20″ O           | Kasernengebäude | Kurhessen-Kaserne, Gebäude 4              | 36490678 |      |
| Kurhessenstraße 11 51° 24′ 18″ N, 9° 38′ 19″ O          | Zufahrt         | Hauptzufahrt Kurhessen-Kaserne, Gebäude 5 | 36491394 |      |
| Kurhessenstraße 11 51° 24′ 18″ N, 9° 38′ 18″ O          | Treppenturm     | Kurhessen-Kaserne, Gebäude 5              | 36491498 |      |
| Wilhelmshäuser Straße 90 51° 24′ 18″ N, 9° 38′ 17″ O    | Kasernengebäude | Kurhessen-Kaserne, Gebäude 5              | 36490850 |      |
| Kurhessenstraße 13 51° 24′ 18″ N, 9° 38′ 14″ O          | Kasernengebäude | Kurhessen-Kaserne, Gebäude 6              | 36490878 |      |
| Kurhessenstraße 14 51° 24′ 23″ N, 9° 38′ 25″ O          | Kasernengebäude | Kurhessen-Kaserne, Gebäude 11             | 36490993 | BW   |
| Wilhelmshäuser Straße 90 51° 24′ 23″ N, 9° 38′ 25″ O    | Ehrenmal        |                                           | 36490755 |      |
| Kurhessenstraße 9 51° 24′ 22″ N, 9° 38′ 23″ O           | Kasernengebäude | Kurhessen-Kaserne, Gebäude 9              | 36490948 | BW   |
| Kurhessenstraße 5/7 51° 24′ 21″ N, 9° 38′ 21″ O         | Kasernengebäude | Kurhessen-Kaserne, Gebäude 10             | 36490971 |      |
| Kurhessenstraße 16 51° 24′ 24″ N, 9° 38′ 24″ O          | Kasernengebäude | Kurhessen-Kaserne, Gebäude 12             | 36491016 |      |
| Welfenstraße 1 51° 24′ 25″ N, 9° 38′ 22″ O              | Kasernengebäude | Kurhessen-Kaserne, Gebäude 13             | 36491038 |      |
| Welfenstraße 3 51° 24′ 23″ N, 9° 38′ 19″ O              | Kasernengebäude | Kurhessen-Kaserne, Gebäude 8              | 36490925 | BW   |
| Welfenstraße 5 51° 24′ 21″ N, 9° 38′ 17″ O              | Kasernengebäude | Kurhessen-Kaserne, Gebäude 7              | 36490902 | BW   |
| Wilhelmshäuser Straße 90 51° 24′ 26″ N, 9° 38′ 19″ O    | Kasernengebäude | Kurhessen-Kaserne, Gebäude 15             | 36491084 | BW   |
| Wilhelmshäuser Straße 90 51° 24′ 26″ N, 9° 38′ 16″ O    | Kasernengebäude | Kurhessen-Kaserne, Gebäude 24             | 36491218 | BW   |
| Wilhelmshäuser Straße 90 51° 24′ 26″ N, 9° 38′ 17″ O    | Kasernengebäude | Kurhessen-Kaserne, Gebäude 16             | 36491106 | BW   |
| Wilhelmshäuser Straße 90 51° 24′ 25″ N, 9° 38′ 16″ O    | Kasernengebäude | Kurhessen-Kaserne, Gebäude 17             | 36491129 | BW   |
| Hannoversche Straße 6 und 8 51° 24′ 24″ N, 9° 38′ 15″ O | Kasernengebäude | Kurhessen-Kaserne, Gebäude 18             | 36491152 | BW   |
| Welfenstraße 2/4/6 51° 24′ 24″ N, 9° 38′ 17″ O          | Kasernengebäude | Kurhessen-Kaserne, Gebäude 14             | 36491061 |      |
| Hannoversche Straße 4 51° 24′ 22″ N, 9° 38′ 13″ O       | Kasernengebäude | Kurhessen-Kaserne, Gebäude 19             | 36491174 |      |
| Hannoversche Straße 2 51° 24′ 20″ N, 9° 38′ 13″ O       | Kasernengebäude | Kurhessen-Kaserne, Gebäude 20             | 36491196 | BW   |

### Einzelbaudenkmale
| Lage                                                       | Bezeichnung                     | Beschreibung | ID       | Bild           |
| ---------------------------------------------------------- | ------------------------------- | --- | -------- | -------------- |
| Adam-von-Trott-zu-Solz-Platz 2 51° 24′ 45″ N, 9° 39′ 28″ O | Empfangsgebäude                 | Der Bahnhof Hann Münden wurde um 1850 erbaut. | 3648863  | Weitere Bilder |
| Adam-von-Trott-zu-Solz-Platz 2 51° 24′ 45″ N, 9° 39′ 30″ O | Bahnsteig                       | | 36489479 |                |
| Am Feuerteich 11 51° 24′ 48″ N, 9° 39′ 10″ O               | Villa                           | Villa Kunth | 36487682 |                |
| Am Feuerteich 16 51° 24′ 45″ N, 9° 39′ 12″ O               | Villa                           | Villa H. Fischer | 36488891 |                |
| Bahnhofstraße 51° 24′ 57″ N, 9° 39′ 17″ O                  | Denkmal                         | Bismarck-Denkmal | 36476520 |                |
| Bahnhofstraße 27 51° 24′ 52″ N, 9° 39′ 25″ O               | Post                            | | 36487703 |                |
| Bahnhofstraße 32 51° 24′ 51″ N, 9° 39′ 23″ O               | Villa                           | Villa Senf | 36487723 |                |
| Bahnhofstraße 44 51° 24′ 49″ N, 9° 39′ 28″ O               | Veranda                         | | 36487744 |                |
| Bahnhofstraße 46 51° 24′ 48″ N, 9° 39′ 27″ O               | Villa                           | Villa v. Scheibner | 36487764 |                |
| Beethovenstraße 6 51° 24′ 50″ N, 9° 39′ 16″ O              | Fenster                         | Fenster des Veranda-Vorbaus | 36487785 |                |
| Beethovenstraße 7 51° 24′ 51″ N, 9° 39′ 17″ O              | Wohnhaus                        | | 36487807 |                |
| Beethovenstraße 9 51° 24′ 51″ N, 9° 39′ 18″ O              | Villa                           | Villa Dr. Seebohm | 36487827 |                |
| Beethovenstraße 24/26 51° 24′ 46″ N, 9° 39′ 23″ O          | Lagergebäude                    | Kantor | 36487848 |                |
| Bierweg 1 51° 25′ 1″ N, 9° 38′ 36″ O                       | Schanze                         | Die Tillyschanze ist ein 25 Meter hoher Aussichtsturm auf der Anhöhe des bewaldeten Rabanenkopfes im Reinhardswald, etwa 90 Meter oberhalb von Hann. Münden. Er bietet eine Aussicht auf die Altstadt des Ortes.                                                                                 | 36488460 | Weitere Bilder |
| Böttcherstraße 7 51° 24′ 55″ N, 9° 39′ 28″ O               | Gymnasium                       | |          |                |
| Böttcherstraße 3 51° 24′ 57″ N, 9° 39′ 25″ O               | Verwaltungsgebäude              | | 36487585 |                |
| Böttcherstraße 5 51° 24′ 56″ N, 9° 39′ 26″ O               | Schule                          | | 36487889 | BW             |
| Burckhardtstraße 60 51° 24′ 35″ N, 9° 38′ 10″ O            | Lazarett                        | Ehemaliges Garnisons-Lazarett | 36487909 |                |
| Doktorwerder 51° 25′ 10″ N, 9° 39′ 5″ O                    | Kapelle                         | Das Borkenhaus oder Borkenhäuschen befindet sich westlich der Alten Werrabrücke auf der Werrainsel Doktorwerder. Ursprünglich wurde das Borkenhaus als Kapelle genutzt. Auf der Insel Doktorwerder befindet sich auch noch ein Badehaus aus dem 19. Jahrhundert.                                 | 41950236 |                |
| Friedrichstraße 2 51° 24′ 52″ N, 9° 39′ 26″ O              | Villa                           | Villa Kreicke | 36487951 |                |
| Friedrichstraße 4 51° 24′ 52″ N, 9° 39′ 27″ O              | Wohnhaus                        | Tribiansches Haus | 36487972 |                |
| Friedrichstraße 12 51° 24′ 53″ N, 9° 39′ 28″ O             | Villa                           | | 36489273 |                |
| Friedrichstraße 12 51° 24′ 54″ N, 9° 39′ 28″ O             | Einfriedung                     | | 36489303 |                |
| Kasseler Straße 5 51° 24′ 47″ N, 9° 39′ 4″ O               | Villa                           | Villa Richter | 36488036 |                |
| Kasseler Straße 39 51° 24′ 40″ N, 9° 39′ 3″ O              | Villa                           | Villa Wüstenfeld | 36488057 |                |
| Kasseler Straße 40 51° 24′ 41″ N, 9° 39′ 1″ O              | Veranda                         | | 36488078 |                |
| Kattenbühl 14 51° 24′ 37″ N, 9° 39′ 22″ O                  | Wohnhaus                        | Wohnhaus Wellhausen | 36488118 |                |
| Kattenbühl 15 51° 24′ 35″ N, 9° 39′ 27″ O                  | Wohnhaus                        | | 36488150 |                |
| Kattenbühl 20 51° 24′ 35″ N, 9° 39′ 23″ O                  | Fenster                         | Jugendstil-Fenster | 36488183 |                |
| Kattenbühl 22 51° 24′ 34″ N, 9° 39′ 23″ O                  | Villa                           | | 36488205 |                |
| Kattenbühl 27 51° 24′ 32″ N, 9° 39′ 28″ O                  | Wohnhaus                        | | 36489254 |                |
| Kattenstieg 1 51° 24′ 30″ N, 9° 39′ 30″ O                  | Verwaltungsgebäude              | | 36488226 |                |
| Kapellenweg 51° 25′ 21″ N, 9° 38′ 36″ O                    | Kapelle                         | Die Kirchenruine St. Laurentius steht im Stadtteil Altmünden. Die Kirche war das Gotteshaus von Gimundi, einer Vorläufersiedlung von Münden, von der sich oberirdisch nur wenige Mauerreste erhalten haben.                                                                                      | 36487993 | Weitere Bilder |
| Mitscherlichstraße 5 51° 24′ 56″ N, 9° 39′ 33″ O           | Park                            | Der Forstbotanische Garten Hann. Mündens wurde 1870 eröffnet und war Teil der 1868 gegründeten Königlich Preußischen Forstakademie Hannoversch Münden, die bis 1970 bestand. Heute besitzt der Garten in verkleinerter Form noch über 700 Bäume und Sträucher und steht unter besonderem Schutz. | 36488246 | Weitere Bilder |
| Parkstraße 9 51° 24′ 59″ N, 9° 39′ 28″ O                   | Schule                          | | 36488911 |                |
| Questenbergweg 9 51° 25′ 14″ N, 9° 39′ 11″ O               | Wohnhaus                        | | 36488931 |                |
| Questenbergweg 34 51° 25′ 19″ N, 9° 39′ 24″ O              | Villa                           | | 36488307 |                |
| Tanzwerder 5 51° 25′ 4″ N, 9° 38′ 53″ O                    | Wohn-/Geschäftshaus             | | 46520234 |                |
| Tillyschanzenweg 1 51° 24′ 48″ N, 9° 38′ 38″ O             | Wohnhaus                        | Wohnhaus F.A. Friedeborn | 36488484 |                |
| Tillyschanzenweg 4 51° 24′ 50″ N, 9° 38′ 37″ O             | Kasino                          | Ehemaliges Offiziercasino | 36488506 |                |
| Veckenhäger Straße 27 51° 25′ 10″ N, 9° 38′ 39″ O          | Villa                           | Villa Münder | 36488528 |                |
| Veckenhäger Straße 41 51° 25′ 14″ N, 9° 38′ 35″ O          | Wohnhaus                        | | 36488550 |                |
| Veckenhäger Straße 47 51° 25′ 16″ N, 9° 38′ 34″ O          | Wohnhaus                        | | 36488570 |                |
| Veckenhäger Straße 65 51° 25′ 21″ N, 9° 38′ 30″ O          | Wohnhaus                        | | 36488590 |                |
| Vogelsangweg 51° 24′ 42″ N, 9° 39′ 7″ O                    | Alter Jüdischer Friedhof Münden | Friedhof der jüdischen Gemeinde, vor 1673 angelegt, 1938 geschändet und danach weitgehend eingeebnet. | 36489177 | Weitere Bilder |
| Vogelsangweg 51° 24′ 38″ N, 9° 39′ 12″ O                   | Eisenbahnbrücke                 | | 36489112 |                |
| Wall 7 51° 24′ 53″ N, 9° 39′ 6″ O                          | Wohnhaus                        | Villa Senator Becker | 36488660 |                |
| Wall 9 51° 24′ 53″ N, 9° 39′ 12″ O                         | Villa                           | Villa A. Pott | 36488681 |                |
| Wilhelmshäuser Straße 64/66 51° 24′ 31″ N, 9° 38′ 35″ O    | Verwaltungsgebäude              | Fa. C. Schröder | 36488808 |                |
| Wilhelmstraße 13 51° 24′ 52″ N, 9° 39′ 18″ O               | Wohnhaus                        | Villa Fuhrmann | 36488724 |                |
| Wilhelmstraße 24 51° 24′ 50″ N, 9° 39′ 11″ O               | Villa                           | Villa Fischer | 36488745 |                |
| Wilhelmstraße 27 51° 24′ 48″ N, 9° 39′ 13″ O               | Villa                           | Villa Wetzel | 36488766 |                |
| Woorthweg 51° 24′ 39″ N, 9° 39′ 14″ O                      | Durchlass                       | Unterirdisches Bauwerk | 36489091 |                |
| Woorthweg 7 51° 24′ 42″ N, 9° 39′ 14″ O                    | Wohnhaus                        | | 36488829 |                |
| Woorthweg 8 51° 24′ 42″ N, 9° 39′ 12″ O                    | Wohnhaus                        | | 36488849 |                |

### Ehemalige Baudenkmale
| Lage                                                       | Bezeichnung           | Beschreibung | ID       | Bild |
| ---------------------------------------------------------- | --------------------- | --- | -------- | ---- |
| Adam-von-Trott-zu-Solz-Platz 2 51° 24′ 45″ N, 9° 39′ 29″ O | Bahnsteig             | Der mittlere Bahnsteig wurde abgerissen () | 36489450 |      |
| Aegidiiplatz 12 51° 24′ 54″ N, 9° 39′ 6″ O                 | Wohnhaus              | Das Gebäude wurde bei einem Brand im Januar 2021 zerstört | 36483182 |      |
| Am Entenbusch 8 51° 24′ 29″ N, 9° 39′ 26″ O                | Veranda               | Das Haus mit der Veranda wurde abgerissen und durch einen Neubau ersetzt | 36487642 |      |
| Am Plan 9 51° 24′ 58″ N, 9° 39′ 14″ O                      | Wohnhaus              | |          |      |
| Am Plan 11 51° 24′ 59″ N, 9° 39′ 14″ O                     | Wohnhaus              | |          |      |
| Am Plan 13 51° 24′ 59″ N, 9° 39′ 15″ O                     | Wohnhaus              | |          |      |
| Am Plan 16 51° 24′ 59″ N, 9° 39′ 13″ O                     | Wohnhaus              | | 36482846 |      |
| Am Plan 18 51° 24′ 59″ N, 9° 39′ 13″ O                     | Wohn-/Geschäftshaus   | | 36476918 |      |
| Am Plan 20 51° 24′ 59″ N, 9° 39′ 13″ O                     | Wohnhaus              | | 36482782 |      |
| Am Plan 21 51° 25′ 0″ N, 9° 39′ 16″ O                      | Wohnhaus              | |          |      |
| Bahnhofstraße 7 51° 24′ 57″ N, 9° 39′ 13″ O                | Fangenturm            | Auch Kronenturm genannt nach dem angrenzenden ehemaligen Hotel “Zur Krone”. |          |      |
| Beethovenstraße 24/26 51° 24′ 45″ N, 9° 39′ 21″ O          | Brunnen               | |          |      |
| Bremer Schlagd 10 51° 25′ 6″ N, 9° 39′ 0″ O                | Dünner Turm           | Ehemaliger Turm der Stadtbefestigung Münden am Bremer Schlagd |          |      |
| Burgstraße 159 51° 24′ 58″ N, 9° 39′ 11″ O                 | Wohnhaus              | Das Haus Burgstraße 159 wurde 1866 abgerissen, um Platz für den Straßendurchbruch der Bahnhofstraße zu machen |          |      |
| Burgstraße 160 51° 24′ 58″ N, 9° 39′ 11″ O                 | Wohnhaus              | Das Haus Burgstraße 160 wurde 1866 abgerissen, um Platz für den Straßendurchbruch der Bahnhofstraße zu machen |          |      |
| Dielengraben 51° 25′ 7″ N, 9° 39′ 15″ O                    | Pflaster              | Straßenfläche Dielengraben, die Straße wurde aber 2013/14 mit Mitteln der Städtebauförderung umgebaut | 36475930 |      |
| Dielengraben 51° 25′ 5″ N, 9° 39′ 19″ O                    | Ehemaliger Pulverturm | Pulverturm oder Taternturm. Ehemaliger Turm des Welfenschloss Münden bzw. der Stadtbefestigung Münden. Hier wurde das Pulver des Schlosses gelagert.                                                               |          |      |
| Eichenweg 51° 25′ 22″ N, 9° 38′ 56″ O                      | Weserliedanlage       | Die Weserliedanlage ist ein 1931 als Rondell errichtetes Denkmal. Sie ist ein Aussichtspunkt oberhalb von Hann. Münden und erinnert an das Weserlied von 1835.                                                     |          |      |
| Hinter der Stadtmauer 34 51° 24′ 59″ N, 9° 38′ 57″ O       | Wohnhaus              | |          |      |
| Jüdenstraße 3 51° 25′ 0″ N, 9° 39′ 13″ O                   | Wohnhaus              | Durch Neubau ersetzt | 36484272 |      |
| Jüdenstraße 8 51° 25′ 0″ N, 9° 39′ 13″ O                   | Wohnhaus              | Durch Neubau ersetzt | 36484335 |      |
| Jüdenstraße 10 51° 25′ 0″ N, 9° 39′ 13″ O                  | Wohnhaus              | Durch Neubau ersetzt | 36484356 |      |
| Kattenbühl 12 51° 24′ 38″ N, 9° 39′ 24″ O                  | Wohnhaus              | |          |      |
| Kattenbühl 13 51° 24′ 37″ N, 9° 39′ 27″ O                  | Wohnhaus              | |          |      |
| Kattenbühl 35 51° 24′ 29″ N, 9° 39′ 33″ O                  | Erholungsheim         | Das Gebäude wurde im Jahr 2006 abgerissen. |          |      |
| Marktplatz 51° 25′ 1″ N, 9° 39′ 4″ O                       | Markt                 | |          |      |
| Questenbergweg 5 51° 25′ 13″ N, 9° 39′ 12″ O               | Wohnhaus              | |          |      |
| Rosenstraße 5 51° 24′ 57″ N, 9° 39′ 8″ O                   | Wohn-/Geschäftshaus   | Ein Vollbrand im November 2020 im Haus Rosenstraße 7 beschädigte auch das Haus Rosenstraße 5, das daraufhin abgerissen werden musste                                                                               |          |      |
| Rosenstraße 7 51° 24′ 57″ N, 9° 39′ 8″ O                   | Wohn-/Geschäftshaus   | Ein Vollbrand im Haus Rosenstraße 7 im November 2020 zerstörte das Haus vollständig |          |      |
| Rosenstraße 9 51° 24′ 57″ N, 9° 39′ 8″ O                   | Wohn-/Geschäftshaus   | Ein Vollbrand im November 2020 im Haus Rosenstraße 7 beschädigte auch das Haus Rosenstraße 9, das daraufhin abgerissen werden musste                                                                               |          |      |
| Speckstraße 3 51° 25′ 7″ N, 9° 39′ 7″ O                    | Wohnhaus              | |          |      |
| Stumpfeturmstraße 7 51° 24′ 59″ N, 9° 38′ 55″ O            | Stumpfer Turm         | Ehemaliger Turm der Stadtbefestigung Münden |          |      |
| Vor der Bahn 9 51° 24′ 47″ N, 9° 39′ 28″ O                 | Wohnhaus              | |          |      |
| Vor der Burg 13 51° 25′ 5″ N, 9° 39′ 12″ O                 | Wohnhaus              | |          |      |
| Wall 2 51° 24′ 55″ N, 9° 39′ 14″ O                         | Wohnhaus              | |          | BW   |
| Wall 3 51° 24′ 55″ N, 9° 39′ 14″ O                         | Wohnhaus              | |          |      |
| Wall 4 51° 24′ 55″ N, 9° 39′ 13″ O                         | Wohnhaus              | |          | BW   |
| Wanfrieder Schlagd 51° 25′ 8″ N, 9° 39′ 5″ O               | Straßenzug            | Die Wanfrieder Schlagd ist ein etwa 130 Meter langer Straßenzug in der Altstadt, der parallel zum Ufer der Werra verläuft. Über Jahrhunderte diente sie als Schiffsanlegestelle, Warenumschlags- und Handelsplatz. |          |      |